# Carcassonne
Carcassonne (AFI: [kaʁ.ka.sɔn]; in occitano: Carcassona AFI :[kaɾkasuno]; in italiano storico: Carcassona /karkasˈsona/ o Carcasciona) è una città francese situata nel dipartimento dell'Aude, del quale è capoluogo, nella regione dell'Occitania. È famosa per la ricostruzione ottocentesca della sua cittadella fortificata in stile medievale: quest'ultima è stata nominata patrimonio dell'umanità dall'UNESCO nel 1997.
Occupata fin dal Neolitico, Carcassonne si trova nella piana del fiume Aude, tra due grandi tratte stradali che collegano l'Atlantico al mar Mediterraneo e il Massiccio Centrale ai Pirenei.

## Geografia fisica

### Territorio

Mappa topografica di Carcassonne

Carcassonne si trova nel sud della Francia, a 62 km di distanza da Narbona, 95 da Tolosa, 152 da Montpellier e 304 da Barcellona. La sua posizione strategica sulla rotta tra il mar Mediterraneo e l'Oceano Atlantico è nota fin dal Neolitico. La città si trova in un corridoio tra le montagne Noire a nord e il massiccio di Corbières a est, la piana di Lauragais a ovest e la valle dell'Aude a sud. La pianura è costituita da depositi recenti portati dall'Aude e provenienti dai Pirenei, nello specifico della molassa di Carcassonne, caratterizzata da un'alternanza di arenarie, conglomerati e marne arenarie fluviali risalenti all'Eocene. Da un punto di vista sismologico, la zona rientra nella fascia di grado 1, ovvero quella esposta a rischi molto bassi. La regione naturale in cui rientra il luogo è chiamata in lingua francese Carcassès o Carcassonnais.
La superficie del comune è pari a 65 km², una cifra alta se confrontata ai tanti piccoli comuni dell'Aude. La città è attraversata dall'Aude, dal Fresquel e dal canal du Midi. Si suole per convenzione suddividere in due l'insediamento, con la città bassa che occupa le rive del fiume a ovest e la città alta (o Cité) che occupa la collina che domina l'Aude. Il centro urbano si sviluppa su un piccolo altopiano formato dall'erosione causata dell'Aude a circa 150 m di altitudine sopra la città bassa, con quest'ultima che si trova a 100 m s.l.m. e nei pressi del corso d'acqua.

### Idrografia

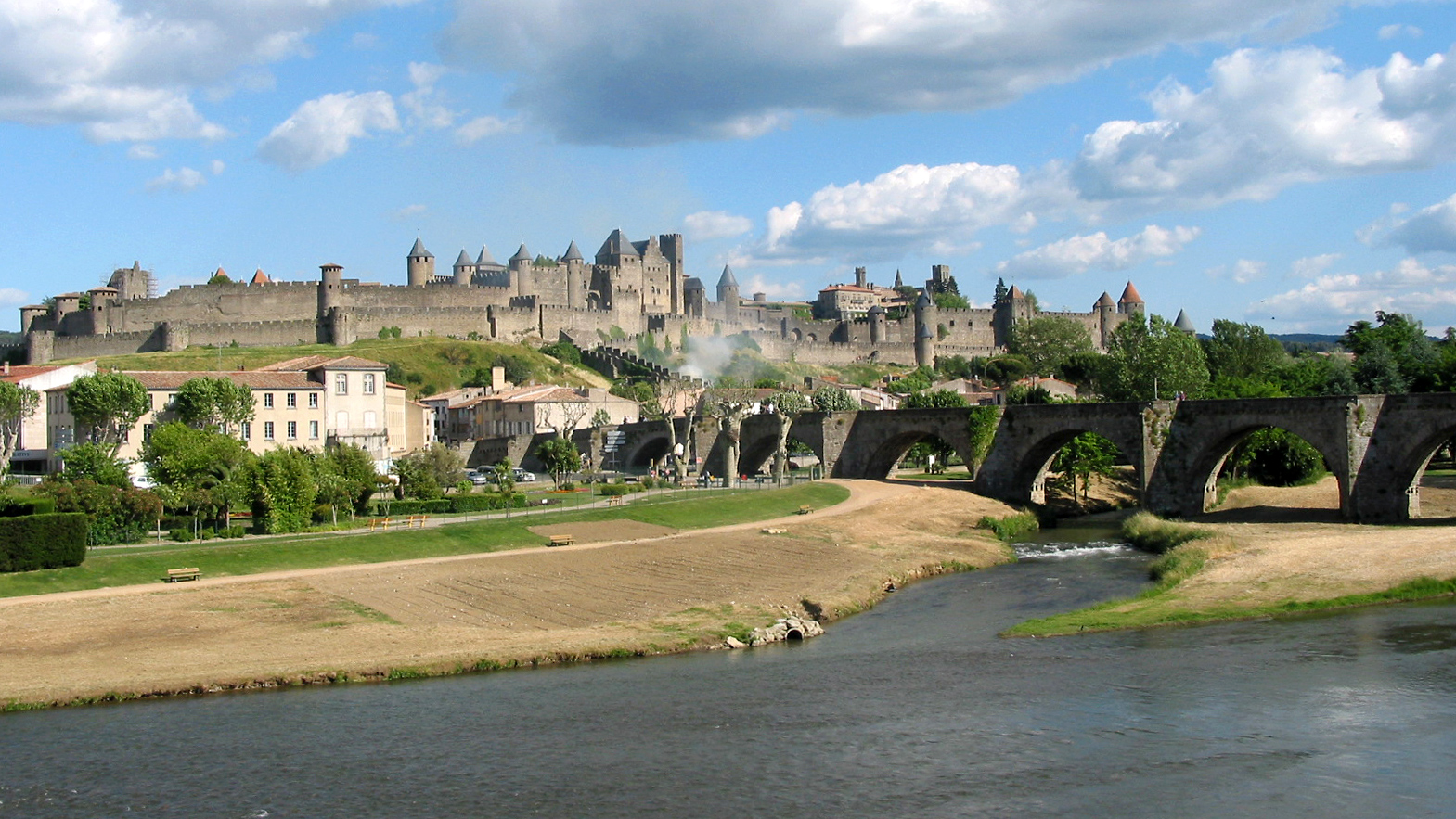
L'Aude, il Ponte Vecchio e la città medievale

L'Aude giunge a Carcassonne dopo il suo viaggio a quote più alte nelle gole dell'altopiano che deve a lui il nome. Una volta sceso verso altitudini minori, transita per Païcherou, costeggia il cimitero di Saint-Michel, quindi si separa in due bracci formando un'isola chiamata isola del re (Ile du Roy). Quattro ponti consentono di attraversarlo: il Garigliano, il ponte Vecchio, accessibile solo ai pedoni, il ponte Nuovo e quello dell'Avvenire. Il Canal du Midi, invece, scorre a nord della città, tra la stazione locale e il giardino André-Chénier, adiacente alla bastide di Saint-Louis.

### Clima
La stazione meteorologica di Carcassonne-Salvaza misura quotidianamente diversi parametri meteorologici dal 1948. Tuttavia, misurazioni più o meno regolari avvengono dal 1849, su iniziativa di Don de Cépian, un ingegnere del dipartimento che collocò un pluviometro a Carcassonne. Grazie a tali dati, è stato possibile ricostruire le condizioni meteorologiche alla fine del XIX secolo.
Secondo la classificazione di Köppen, il clima è di tipo "cfa", ovvero temperato umido con estate calda (è il caso, per esempio, della pianura padana). Questa condizione è diversa dalla Francia metropolitana, trattandosi nel caso di Carcassonne di una "località di transizione": la città non ha infatti un clima mediterraneo propriamente inteso (csa) ma neanche uno interno. La temperatura media annuale è pari a 13,7 °C; in inverno, si aggira intorno ai 5 °C, mentre a luglio si superano di norma i 22,5, con piogge distribuite in maniera uniforme (specie tra ottobre e maggio) durante tutto l'anno, eccezion fatta per luglio. Le grandinate estive sono particolarmente temute dai proprietari di vigneti.
Il record di temperatura massima mai registrata risale al 13 agosto 2003 ed era pari a 41,9 °C, mentre la minima assoluta venne misurata il 15 febbraio 1956 e si attestava intorno a -13,6 °C.
La neve cade occasionalmente, in media sette giorni all'anno tra dicembre e marzo. Pare che un manto dallo spessore di un metro si fosse posato a Carcassonne durante l'inverno del 1913/1914, ma la veridicità del dato appare secondo taluni discutibile. Il 13 gennaio 1981, si registrarono 55 cm di neve in città. Durante l'inverno 2009/2010, Carcassonne vide per 20 giorni la neve resistere sul terreno, un evento che non accadeva da più di 50 anni. Il vento rappresenta un fattore non trascurabile a Carcassonne, registrandosi una media di oltre 117 giorni all'anno di venti superiori a 55 km/h. Si tratta perlopiù di correnti secche provenienti da nord o nord-ovest (cers).
Carcassonne affrontò diverse inondazioni dall'Aude nel 1872 nel 1875, nel 1891 e nel 1940. Le alluvioni del 1891 risultano tra le principali con un innalzamento del livello delle acque di otto metri, che invasero tutta la parte inferiore del città. Nell'agosto del 1912, Carcassonne venne colpita da una tromba d'aria che causò ingenti danni: platani tagliati, tetti divelti, ecc.
| Bollettino della stazione meteo di Carcassone (128 m s.l.m.) | Mesi | Mesi  | Mesi  | Mesi  | Mesi  | Mesi  | Mesi  | Mesi  | Mesi  | Mesi  | Mesi  | Mesi | Stagioni | Stagioni | Stagioni | Stagioni | Anno    |
| Bollettino della stazione meteo di Carcassone (128 m s.l.m.) | Gen  | Feb   | Mar   | Apr   | Mag   | Giu   | Lug   | Ago   | Set   | Ott   | Nov   | Dic  | Inv      | Pri      | Est      | Aut      | Anno    |
| ------------------------------------------------------------ | ---- | ----- | ----- | ----- | ----- | ----- | ----- | ----- | ----- | ----- | ----- | ---- | -------- | -------- | -------- | -------- | ------- |
| T. max. media (°C)                                           | 9,7  | 11,1  | 14,4  | 17,0  | 21,0  | 25,4  | 28,6  | 28,3  | 24,5  | 19,3  | 13,5  | 10,2 | 10,3     | 17,5     | 27,4     | 19,1     | 18,6    |
| T. media (°C)                                                | 6,4  | 7,3   | 10,0  | 12,3  | 16,2  | 20,1  | 22,9  | 22,6  | 19,3  | 15,3  | 10,0  | 7,0  | 6,9      | 12,8     | 21,9     | 14,9     | 14,1    |
| T. min. media (°C)                                           | 3,1  | 3,5   | 5,6   | 7,7   | 11,4  | 14,8  | 17,2  | 17,0  | 14,0  | 11,2  | 6,6   | 3,8  | 3,5      | 8,2      | 16,3     | 10,6     | 9,7     |
| Precipitazioni (mm)                                          | 69,3 | 54,1  | 54,3  | 73,1  | 56,7  | 45,9  | 28,5  | 42,6  | 42,5  | 59,5  | 59,5  | 62,5 | 185,9    | 184,1    | 117,0    | 161,5    | 648,5   |
| Giorni di neve                                               | 1,8  | 2,0   | 0,8   | 0,1   | 0,0   | 0,0   | 0,0   | 0,0   | 0,0   | 0,0   | 0,2   | 0,9  | 4,7      | 0,9      | 0,0      | 0,2      | 5,8     |
| Giorni di grandine                                           | 0,1  | 0,1   | 0,1   | 0,1   | 0,1   | 0,1   | 0,0   | 0,1   | 0,0   | 0,0   | 0,0   | 0,1  | 0,3      | 0,3      | 0,2      | 0,0      | 0,8     |
| Giorni di nebbia                                             | 2,7  | 1,7   | 0,9   | 0,8   | 0,5   | 0,1   | 0,2   | 0,4   | 0,9   | 1,7   | 2,1   | 2,8  | 7,2      | 2,2      | 0,7      | 4,7      | 14,8    |
| Ore di soleggiamento mensili                                 | 97,2 | 119,6 | 172,6 | 188,1 | 214,7 | 239,7 | 275,4 | 260,4 | 212,9 | 144,6 | 102,5 | 91,6 | 308,4    | 575,4    | 775,5    | 460,0    | 2 119,3 |

## Origini del nome
Il nome della località è attestato nella forma Carcaso nel De bello gallico di Giulio Cesare, così come la riporta Claudio Tolomeo (Καρχασω), mentre Plinio il Vecchio cita la località in un passaggio in cui riporta Carcaso Volcarum Tectosage.
La radice deriva dal pre-indoeuropeo * kar, ovvero 'pietra', e * kass, un possibile termine di origine gallica che costituisce la radice della parola quercia (in francese chêne): cass-anos, la versione in lingua d'oc del termine casse con cui si indicava "peduncolo di quercia", potrebbe avere la medesima origine. È altrettanto che plausibile che in seguito il suffisso sia gallico che latino -ona sopravvisse francesizzandosi.
Nell'occitano moderno, il nome della città resta invariato rispetto alla sua forma latina, ovvero Carcassona.

## Storia
La storia di Carcassonne è direttamente legata a quella della città vecchia. Fu nel 1247 che la città si espanse, con la creazione della città bassa o bastide ad opera di Luigi IX.
Diversi chilometri a sud della città, sopravvivono cinque resti più o meno conservati di castelli medievali (Termes, Aguilar, Quéribus, Peyrepertuse e Puilaurens), indicati come i "cinque figli di Carcassonne".

### Preistoria e storia antica

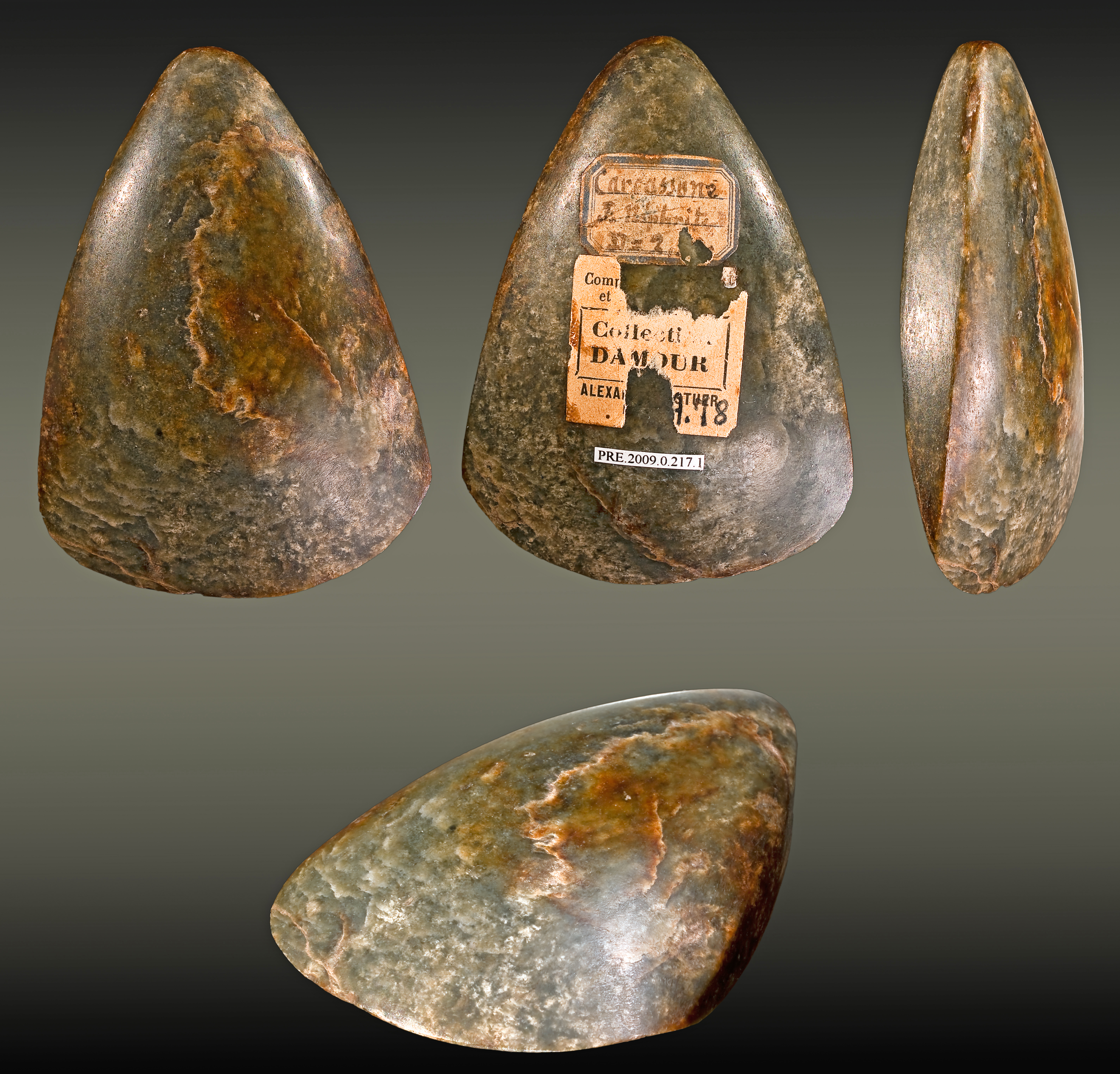
Ascia levigata del Neolitico in nefrite ritrovata a Carcassonne e conservata nel museo di Tolosa

Nel Neolitico il sito originario di Carcassonne era sull'altopiano di Carsac (a circa due chilometri a sud della città medievale), dove ora passa l'autostrada A61. Intorno al VI secolo a.C., i suoi abitanti si trasferirono e si stabilirono sullo sperone roccioso dominato oggi da questa stessa città dando vita a un oppidum. Le attività commerciali e agricole apparivano fiorenti e gli scambi di oggetti coinvolgevano realtà lontane, ovvero Etruschi, Greci e Cartaginesi.
In quanto insediamento tra i più vivaci situato a ridosso del fiume Atax (oggi Aude), Plinio il Vecchio è tra i primi a citare il luogo riportandolo come Carcasum (il nome ufficiale della città era Julia Carcaso).
Nel III secolo a.C., il luogo passò sotto il dominio dei Volci Tectosagi. Nel 118 a.C., data della creazione della città portuale di Colonia Narbo Martius, la regione passò senza combattimenti sotto la dominazione romana. Nel 70 a.C., assume il ruolo amministrativo di provincia.
Dal 14 d.C., la via Aquitania che collegava Narbo Martius a Burdigala attraversava proprio Julia Carcaso. A quel tempo l'oppidum cessò di esistere e la città aperta di epoca gallo-romana, con una pianta a scacchiera, rimpiazzò le precedenti costruzioni, con la costruzione di edifici anche nella pianura adiacente.
Tra il 234 e il 285, l'impero romano attraversò una prolungata crisi che comportò l'anarchia militare, di cui beneficiarono i barbari che scagliarono saccheggi e incursioni su vasta scala in Gallia. Si decise di costruire una barriera lunga oltre un chilometro comprendente più di trenta torri difensive.
L'Itinerarium Burdigalense menziona la città nel 333 con il nome di Castellum Carcasonne.

### Storia medievale
I Visigoti si stabilirono nella regione nel V secolo. Intorno al 507, i Franchi conquistarono la Gallia e Tolosa, con i combattimenti contro i Visigoti che ebbero luogo anche a Carcassonne. Desiderio di Aquitania morì infatti sotto le sue mura nel 587, mentre nel 589 un esercito franco guidato da Gontrano uscì sconfitto con 5.000 morti e 2.000 prigionieri.
Nel 533, vide la luce la diocesi di Carcassonne e Narbona. Recaredo I si convertì al cattolicesimo nel 589, comportando una distensione nelle relazioni tra Visigoti e Franchi.
Nel 711, i musulmani sbarcarono presso la rocca di Gibilterra, conquistarono la Spagna in meno di cinque anni e il wali (governatore) Anbasa ibn Suhaym al-Kalbi giunse ad assediare Carcassonne già nel 725. La città cadde rapidamente e venne ribattezzata Qarqshuna, mentre il suo conquistatore si spingeva altrove nella Francia odierna. I suoi abitanti furono costretti a cedere metà delle loro proprietà agli invasori: con scopi essenzialmente strategici, in situ si insediò un presidio di Mori. Pipino il Breve espugnò la città nel 759, ma incursioni e saccheggi devastarono la regione fino a quando non giunse Carlo Magno.
Nei testi scritti fanno la loro comparsa i nomi Carcasona o Carcassione con riferimento all'insediamento.

#### Dama Carcas

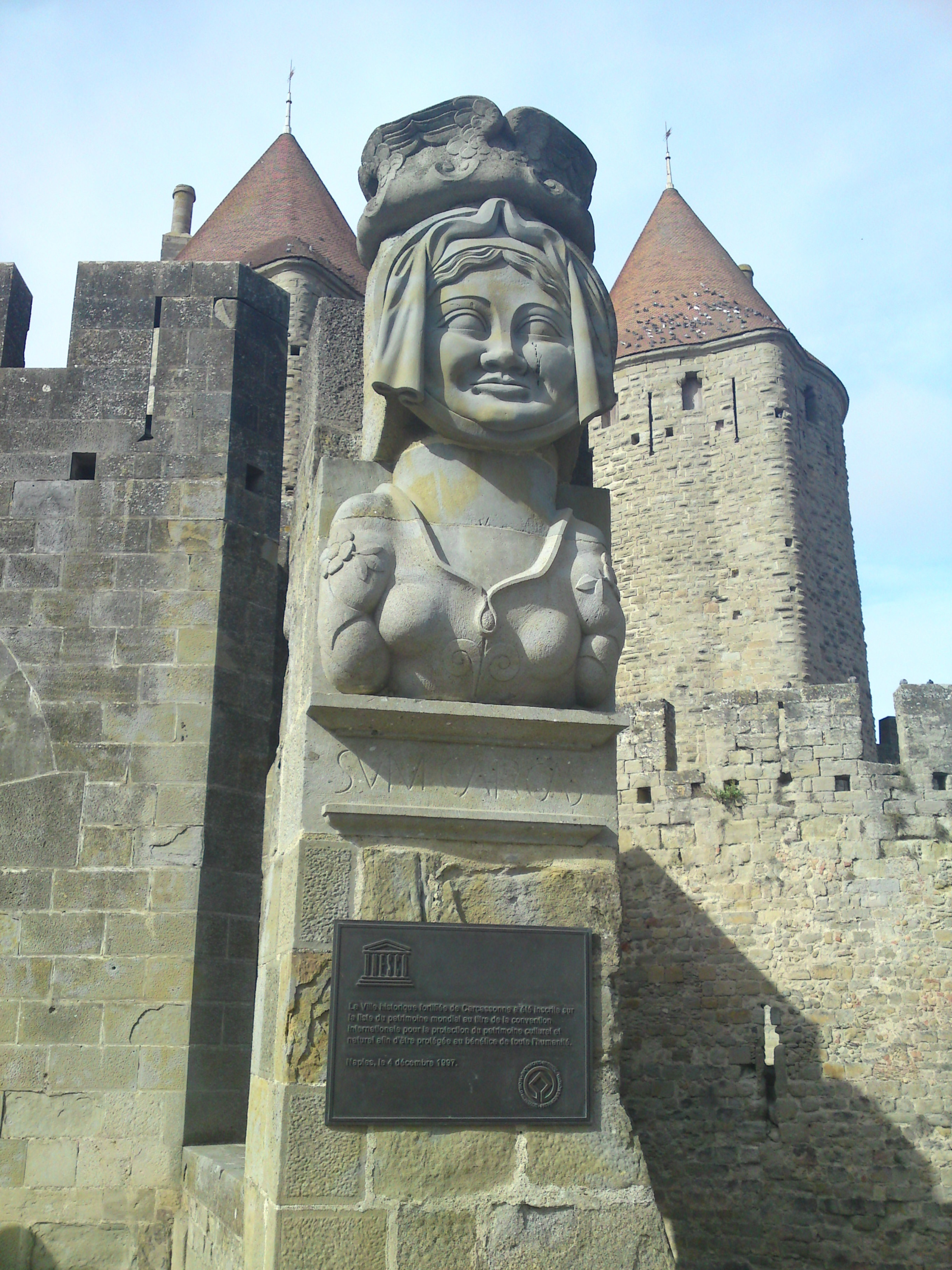
Dama Carcas accoglie i turisti all'ingresso della città di Carcassonne

Vuole una leggenda totalmente frutto di fantasia coniata nel Cinquecento che, al tempo in cui la città si trovava nelle mani dei saraceni, ovvero nel IX secolo, l'imperatore Carlo Magno l'avesse fatta assediare per conquistarla, e avesse ordito l'assassinio di re Balaad (o Balaak), che allora regnava sulla città. La sua vedova, che rispondeva al nome di Dama Carcas, non risolvendosi ad abbandonare la città, decise di prendere lei stessa le redini dell'esercito e di proseguire la battaglia contro Carlo Magno: per un lustro, le battaglie si susseguirono sotto le mura cittadine, decimando a poco a poco le truppe saracene, ma Dama Carcas inventò mille stratagemmi per far credere al condottiero avversario che la città traboccasse ancora di soldati e di ricchezze.
Alla fine, quando ormai i viveri erano quasi esauriti, Dama Carcas ebbe l'idea di far ingurgitare a un maiale quel poco di grano che ancora era rimasto nelle riserve cittadine, e di gettare la povera bestia dalle mura, in mezzo all'esercito nemico. Il trucco ebbe successo, e i soldati dell'Imperatore, credendo che la città avesse ancora cibo in abbondanza da poter sprecare persino un maiale, levarono l'assedio e si ritirarono. Nel riconoscere la fine della guerra, Dama Carcas esultò talmente da far suonare le trombe cittadine. E la leggenda narra che i soldati di Carlo Magno, udendo il frastuono, si voltarono e gridarono: "Carcas sonne!" ("Carcas suona!"), battezzando così definitivamente il centro urbano.

#### Basso Medioevo

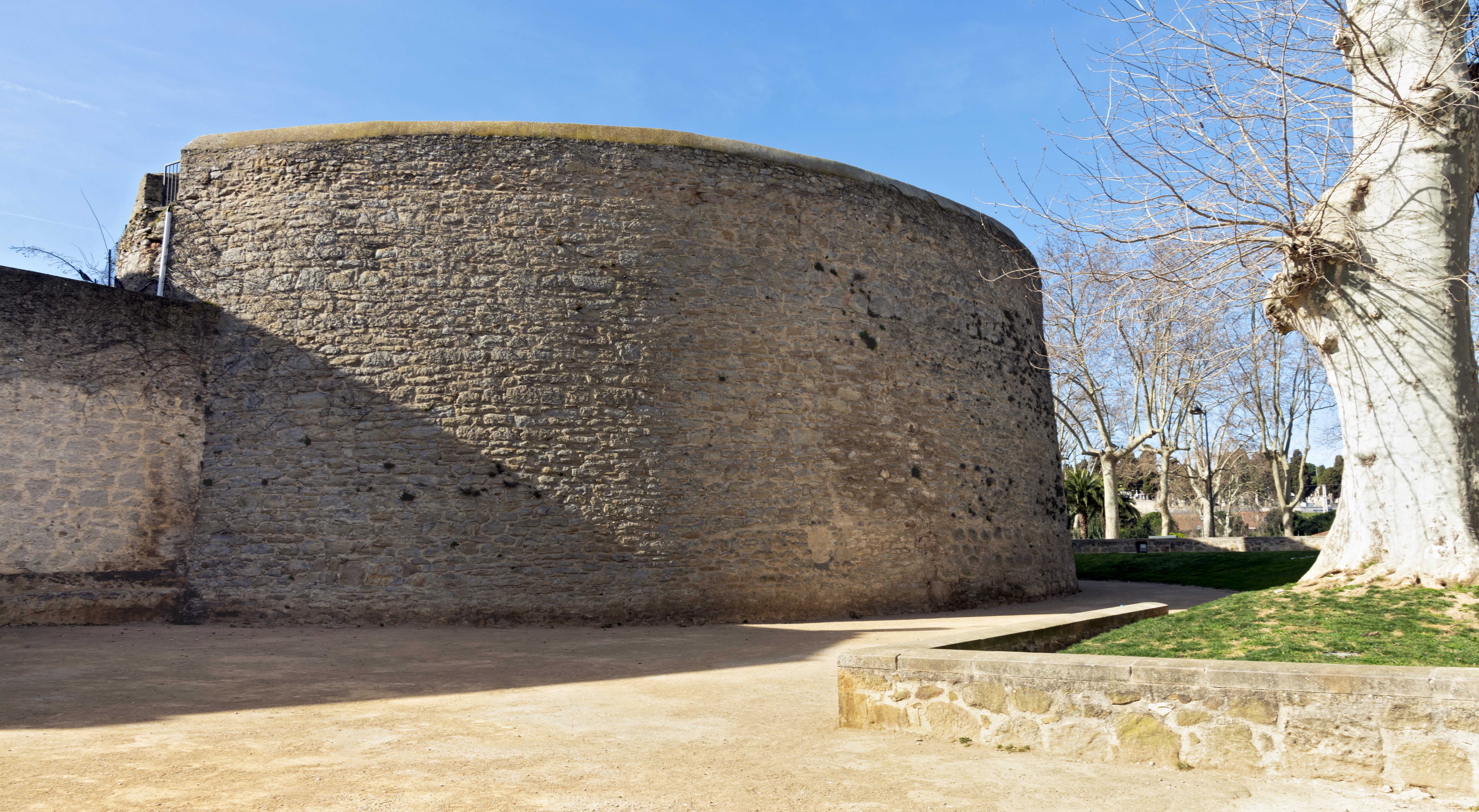
Bastide Saint-Louis (baluardo Saint-Martial)

Nel 1067, Raimondo Berengario I di Barcellona acquistò Carcassonne per 4.000 mancusi d'oro pagati ai discendenti dell'ultimo conte in carica della città, Ruggero III. Tuttavia, Raimondo Bernardo Trencavel, genero di quest'ultimo, riuscì a prendere il controllo dell'insediamento, scatenando diversi anni di guerre. Ad amplificare la gravità della situazione, esplose una rivolta degli abitanti sostenuta proprio da Raimondo-Bernardo, che cercava e ottenne il sostegno del conte di Tolosa, funzionale a riconquistare la città. Fece comunque la sua presenza un altro pretendente al potere, Ruggero II di Foix, che non riuscì però a far valere le sue pretese. Trencavel morì nel 1074 e sua moglie Ermengarda rimase in qualità viscontessa nel 1082. La struttura fortificata comitale vide la luce all'interno delle mura della città intorno al 1130, per timore di una nuova ribellione.
Alla fine del XII secolo, il catarismo raggiunse Carcassonne e attirò molti seguaci, protetti dal visconte Raimondo Ruggero Trencavel. Dopo l'assassinio del legato apostolico Pietro di Castelnau nel gennaio 1208, la città e tutta la sua regione furono dichiarate terre di eresie dal papa Innocenzo III e, di conseguenza subirono la crociata albigese, la cui repressione andò diretta da Arnaud Amaury.
L'esercito crociato assediò presto Carcassonne: due centri abitati situati vicino ai bastioni caddero rapidamente e finirono in fiamme. Le mura della città resistettero all'aggressione, ma la siccità e la sete causarono la capitolazione della città dopo due settimane, il 15 agosto 1209. L'acqua doveva essere prelevata fuori dalla cinta muraria, ai piedi della collina, direttamente nell'Aude, ma Trencavel non prese provvedimenti per difendere l'accesso e agli abitanti fu impedito dai crociati l'ingresso. La città alla fine capitolò: Trancavel venne gettato in una prigione nel palazzo del conte, dove morì poco dopo di dissenteria. Le sue terre finirono in mano a Simone IV di Montfort, mentre suo figlio le donò in seguito al re di Francia, che le assimilò al demanio della corona nel 1224. Il siniscalco reale ricevette la nomina del re al fine di agire in sua veste in Linguadoca. Gli abitanti dovettero lasciare il luogo, potendo portare con sé solo i vestiti e gli oggetti che indossavano; la città divenne zona militare, ma rimase un centro religioso grazie alla basilica di Saint-Nazaire.
L'edificio comitale fu poi convertito in fortezza, con la cinta muraria raddoppiata e rinforzata fino alla fine del Trecento. Domenico di Guzmán trascorse l'intera quaresima del 1213 in un luogo religioso a Carcassonne. Un tribunale dell'inquisizione aprì i battenti nel 1234.
Il 17 settembre 1240, a qualche giorno di distanza da quando la città era stata scossa dalla partenza di 33 membri del clero allontanati con un salvacondotto, Raimondo II Trencavel assediò la città, con i combattimenti che durarono fino all'11 ottobre, quando arrivò un esercito regio di soccorso.

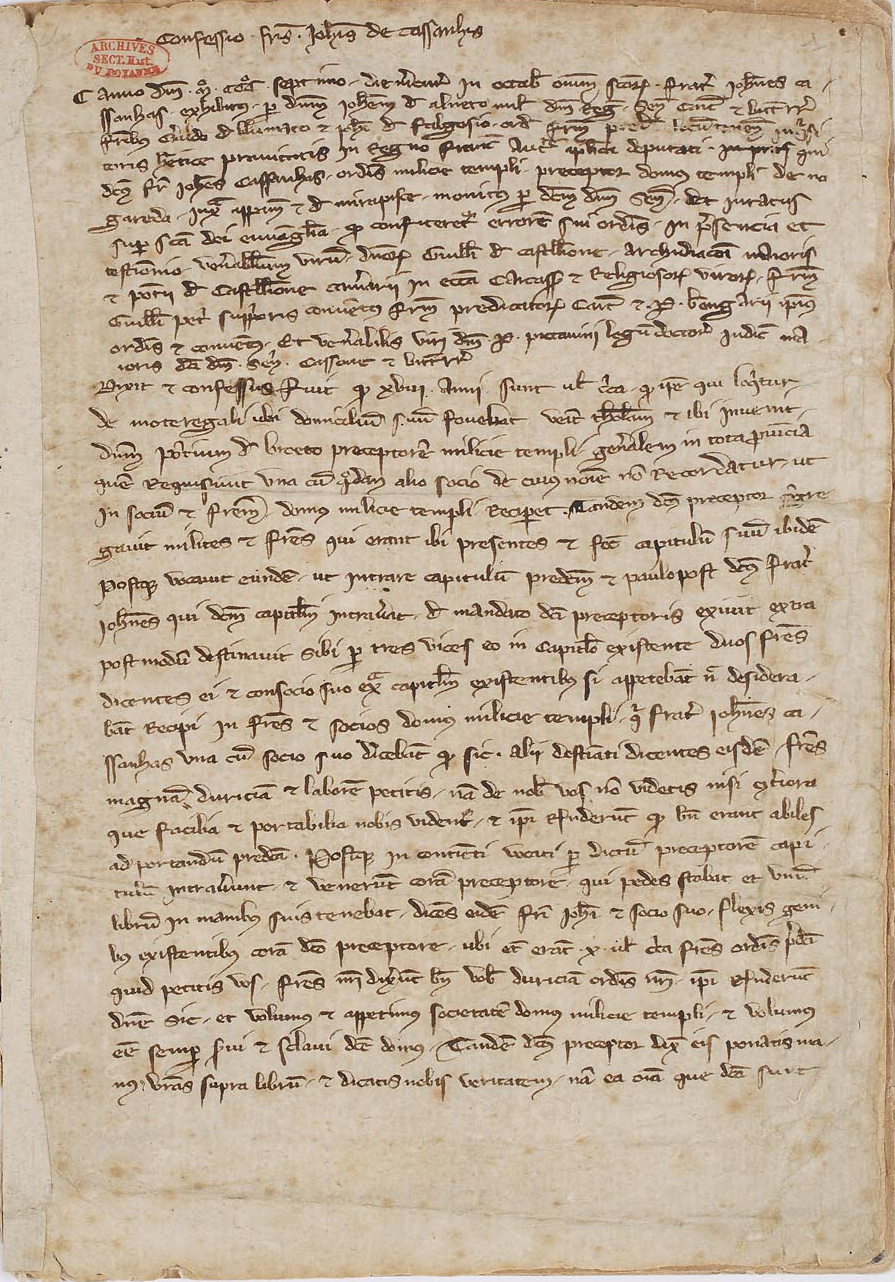
Interrogatorio dei cavalieri templari del Senechaussee di Carcassonne, 13 novembre 1307 (Archivi nazionali di Francia)

L'espulsione degli abitanti dalla cittadella fortificata risultò una tappa importante nella storia di Carcassonne, perché si stabilirono dall'altra parte del fiume, dove Luigi IX creò "la città bassa" o "bastide". A poco a poco, quest'ultima prosperò economicamente e acquisì influenza politica, anche grazie allo stabilimento di un consolato nel 1248. L'organo si componeva di sei membri che governavano il centro abitato con il consiglio dei nobili svolgendo incarichi amministrativi, giudiziari e tributari.
Nel XIV secolo Carcassonne divenne il primo centro di produzione tessile del regno, la cui materia prima era la lana. Essa proveniva dagli allevamenti delle montagne Noire e del massiccio di Corbières. Le produzioni finivano persino a Costantinopoli o ad Alessandria d'Egitto.
Nel 1348 si verificò un'epidemia di peste, la quale perdurò fino al secolo successivo. Nel 1355 il Edoardo il Principe Nero devastò la bastide col fuoco senza tentare di conquistare la città. Una metà andò ricostruita e fortificata ancora una volta nel 1359.
Luigi XI confermò i privilegi di Carcassonne nel marzo 1462.

### Storia moderna

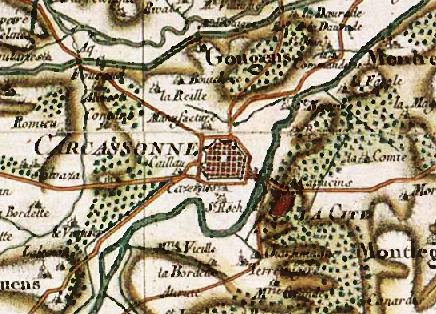
Carcassonne intorno al 1780 (carta di Cassini) con la bastide e la città vecchia

Fino alla firma, nel 1659, della pace dei Pirenei, la città mantenne il suo ruolo militare al confine tra Francia e Aragona.
Nel XVI secolo, le guerre di religione imperversarono nella regione: la città bassa abbracciò in gran parte il protestantesimo, quella alta restò fedele al cattolicesimo. Vari scontri ebbero luogo tra i due siti fino all'emissione dell'editto di Nantes.
Carlo IX attraversò la città durante il suo grande giro del Regno durato tra il 1564 e il 1566, accompagnato da Enrico III, Enrico IV, Carlo di Borbone-Vendôme e Carlo di Lorena.
Il nucleo storico di Carcassonne perse la sua importanza con il trasferimento di molte istituzioni nella nascente città bassa per tutta l'età moderna. La ricchezza dovuta al commercio della stoffa permise di realizzare nuovi edifici in quest'ultima. Con il passare dei secoli, si procedette a portare l'acqua corrente in città, si lastricarono le strade e, infine, si illuminarono le strade con lampioni a gas. I bastioni furono demoliti nel XVIII secolo e andò costruita la porta dei Giacobini.
Una serie di fattori compromise l'industria tessile, la principale della città. In primis, non si deve ignorare l'impatto della Rivoluzione francese, durante la quale Carcassonne rimase in una posizione marginale e non fu toccata dagli eventi storici accaduti nel nord del Paese, ma le conseguenze economiche si fecero sentire presto. Il 29 gennaio 1790, si istituì il dipartimento di Aude e Carcassonne divenne il capoluogo del distretto omonimo. I prezzi degli approvvigionamenti alimentari salirono, si diffusero carestie e malcontento popolare.
Carcassonne assorbì "Carcassonne-Cité" tra il 1795 e il 1800. Durante la Restaurazione, l'attività fu meccanizzata e gli stipendi ridotti. La viticoltura entrò in competizione con la tessitura, comportando un graduale rimpiazzo della seconda attività con la prima.

### Storia contemporanea

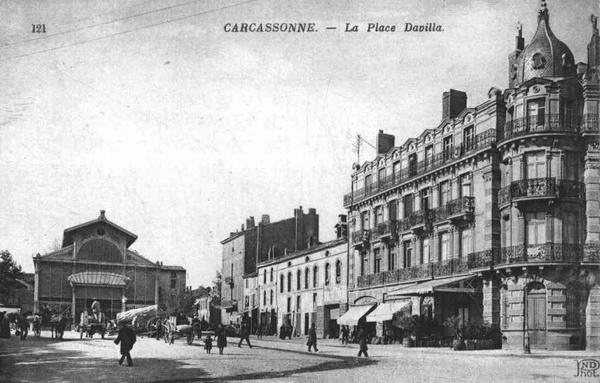
Luogo Davilla a Carcassonne

Nel XIX secolo, cominciò a emergere la consapevolezza dei monumenti storici e la volontà di restaurare e valorizzare il patrimonio francese. La città, completamente in rovina e indigente, ricevette il sostegno di intellettuali quali Jean-Pierre Cros-Mayrevieille e Prosper Mérimée, ispettore dei monumenti storici. I primi lavori di restauro riguardarono la basilica di Saint-Nazaire.
Avvennero più avanti numerosi espropri, che comportarono la demolizione di varie abitazioni. Nel cinquantennio dell'ammodernamento che ne seguì, si tentò di riportare al massimo splendore del XIII secolo uno dei più grandi complessi fortificati del Medioevo presenti in Occidente. Nel 1849, considerato lo stato di decadenza che affliggeva il complesso medievale, il governo francese ne decretò addirittura la demolizione. Scosso per la condizione in cui versava, l'architetto Viollet-le-Duc, specialista in restauri in Francia e che aveva vissuto ai piedi della fortificazione, avviò e realizzò con successo un progetto di ristrutturazione, ma scatenò una certa polemica sulle modalità con cui esso avvenne. Le critiche si riferivano, tra le altre, a difformità architettoniche tra le forme vecchie e quelle restaurate e ai materiali con cui realizzare i tetti delle torri (con ardesia anziché tegole romane come in passato). Nel 1853, Napoleone III approvò il progetto di restauro. Il finanziamento venne sostenuto dallo Stato per il 90% e dal comune di Carcassonne e dal consiglio generale dell'Aude per il restante 10%. Il complesso affrontò un importante e ben curato processo di restauro, che coprì però solo una percentuale compresa tra il 15 e il 30% del totale (merlature e parti superiori).

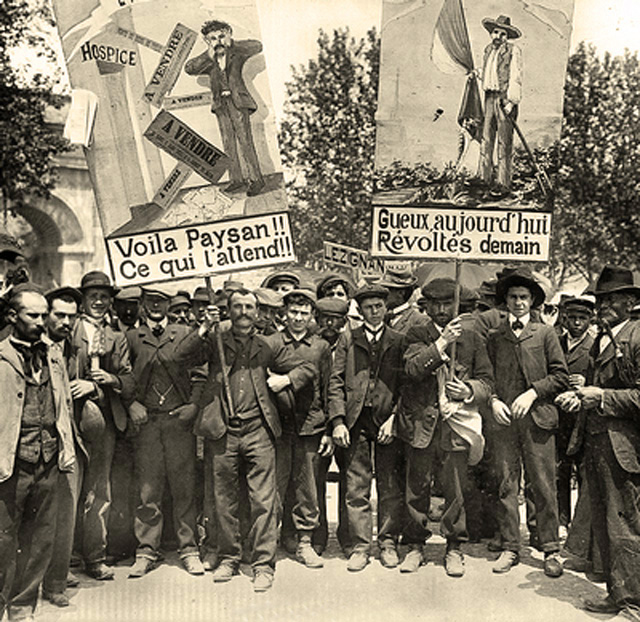
Manifestanti durante la rivolta dei viticoltori del 1907

Nel 1907 i viticoltori di Carcassonne parteciparono ad una grande rivolta finalizzata a denunciare i problemi presenti per il settore in Linguadoca. Le frodi ricorrenti di alcuni produttori, la sovrapproduzione, la concorrenza sleale e la necessità di combattere muffa alimentarono la rabbia dei manifestanti, i quali chiedevano allo Stato, che inizialmente non reagì, di introdurre una regolamentazione sulla produzione del vino. Carcassonne aderì nel settembre 1907 alla Confederazione Generale dei Vignaioli del Midi (CGV), il primo sindacato del settore.
Nel 1944 la città di Carcassonne fu occupata dalle truppe tedesche, che impiegarono il castello come riserva di munizioni ed esplosivi. Gli abitanti vennero allontanati dal comune, spingendo Joë Bousquet, Comandante della Legion d'Onore, ad indignarsi per l'occupazione e a chiedere al prefetto la liberazione della città vecchia, considerata all'estero come un capolavoro architettonico che andava rispettato e lasciato lontano dal teatro di guerra.
Nell'aprile del 1996 lo storico francese Rémy Cazals organizzò una sontuosa conferenza a Carcassonne sulla prima guerra mondiale, a seguito della quale avvenne la pubblicazione del saggio "Traces de 14-18", inerente alla storiografia della Grande Guerra.
Nel 1997 il comune di Carcassonne ottenne la consacrazione guadagnandosi il riconoscimento come patrimonio dell'umanità da parte dell'UNESCO. Oggi, con una media di almeno due milioni di visitatori registrati dal 2012, la città è un affermato centro turistico.
Il 6 novembre 2003 si svolse a Carcassonne, nell'Hôtel de la Cité, il 16º summit franco-spagnolo alla presenza di José María Aznar, capo del governo spagnolo, di Jacques Chirac, Presidente della Repubblica e tredici ministri dei due Paesi.
Il 29 giugno 2008, durante le giornate a "porte aperte" a Carcassonne del 3º Reggimento Paracadutisti di Fanteria di Marina e a seguito di un errore nell'utilizzo delle munizioni durante un'esercitazione (proiettili veri invece che a salve), 17 persone tra il pubblico riportarono gravi ferite, tra cui tre bambini. La vicenda, divenuta di risonanza nazionale dopo la visita in loco del Presidente della Repubblica, Nicolas Sarkozy, accompagnato dal suo ministro della Difesa, costò le dimissioni del Capo di Stato Maggiore della Difesa.

#### Attacco terroristico del 2018
Il 23 marzo 2018 la città divenne teatro di un attacco jihadista presto rivendicato dal sedicente Stato Islamico. Alle ore 10:15, Redouane Lakdime, un 25enne franco-marocchino residente nella città di Ozanam a Carcassonne, rubò un'auto, uccise il passeggero e ne ferì il conducente. Si diresse verso una caserma militare e sparò a quattro agenti antisommossa che stavano rientrando in caserma dopo avere fatto jogging, ferendone gravemente uno alla spalla. In seguito, si avviò verso Trèbes, un piccolo comune a circa 7 km di distanza, prendendo in ostaggio una cinquantina di persone nel supermercato Super U della città uccidendo due persone. Quando le forze speciali GIGN giunsero in zona, dopo quattro ore, era stato imposto lo stato d'assedio, con la popolazione invitata a non uscire per nessun motivo. L'irruzione delle teste di cuoio fece sì che avvenisse l'uccisione del terrorista, conosciuto ai servizi segreti e sorvegliato per reati minori. A proposito dell'accaduto, il ministro dell'Interno francese, Gerard Collomb affermò: "Era un piccolo delinquente comune, noto per spaccio di stupefacenti [...] che ha agito da solo". Lakdim era inoltre conosciuto dai servizi segreti, che lo sorvegliavano dal 2013, perché sospettato di radicalizzazione islamica. Nel blitz rimase ferito gravemente un tenente colonnello della gendarmeria che si era offerto come ostaggio al posto di una donna sequestrata: nella notte il suo cuore si arrese alle ferite. Anche un altro militare dovette trascorrere diversi giorni di degenza in ospedale. In seguito, anche la compagna fu incriminata per terrorismo.

### Simboli
Lo stemma della città è oggi costituito dalla fusione degli stemmi della città bassa e della città alta. Ne esistono comunque molte varianti, le quali ora includono ora escludono alcuni dettagli (si pensi ai gigli, alla forma delle torri o alla posa dell'agnello). Viene descritto come segue:
(Descrizione ufficiale dello stemma)

## Monumenti e luoghi d'interesse

### Architetture religiose

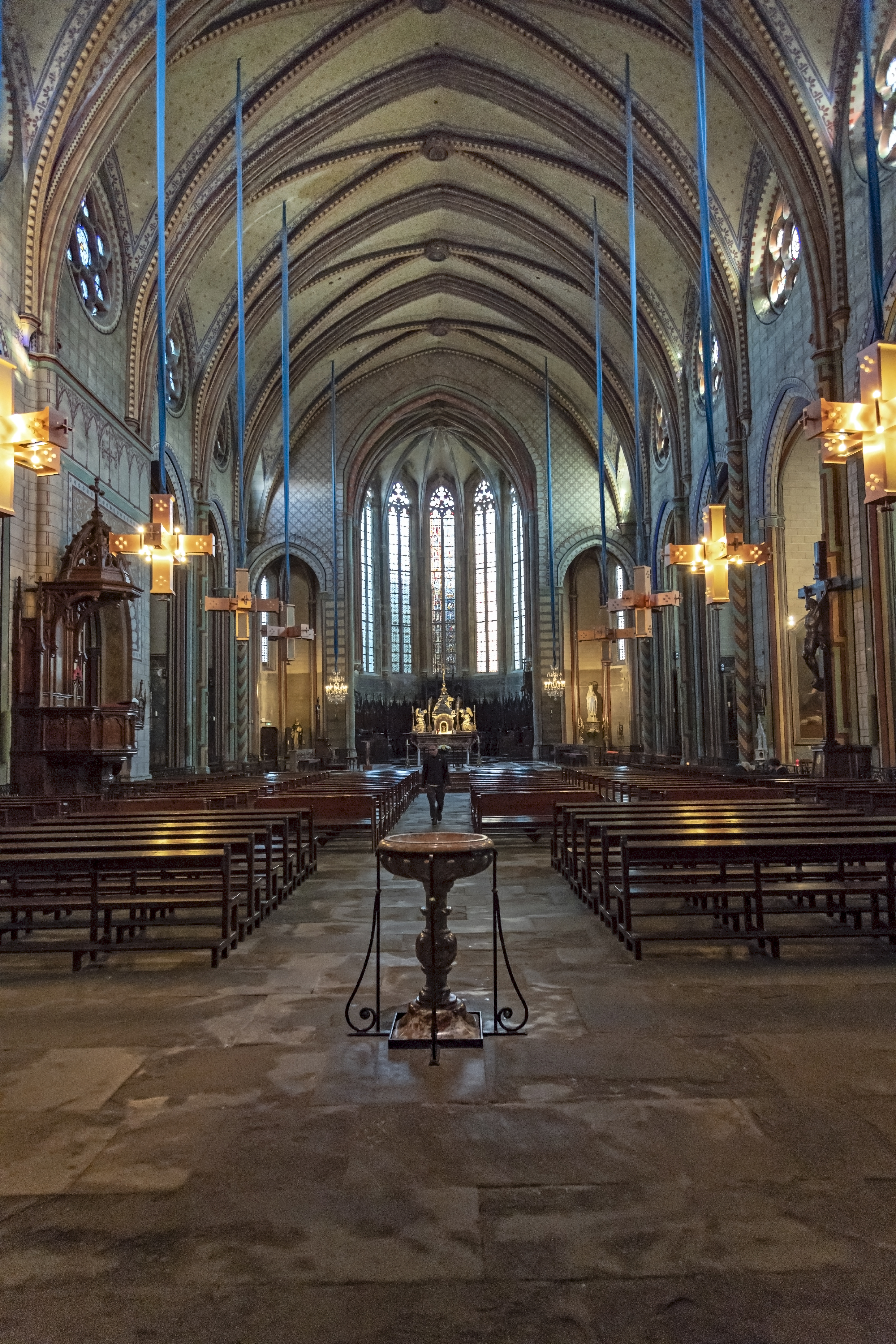
Interni della Cattedrale di San Michele

Tra la città bassa e la città alta, Carcassonne vanta diversi luoghi sacri. Due chiese, la Cattedrale di San Michele e quella di San Vincenzo, facevano prima capo a due villaggi poi accorpati, Saint-Vincent e Saint-Michel, situati fuori dalle mura della città in epoca medievale. La cattedrale di San Michele è il luogo di culto della bastide Saint-Louis costruita nel 1247. Si tratta di una chiesa gotica in stile Languedoc divenuta cattedrale nel 1803, dopo il "declassamento" della basilica di Saint-Nazaire situata in città. La parte meridionale della cattedrale poggiava su mura costruite dopo la distruzione del Bourg nel 1355. Il campanile è costituito da tre piani rettangolari e un quarto ottagonale. La cattedrale andò revisionata più volte da Eugène Viollet-le-Duc. Nel 1886 è stata dichiarata monumento storico e dal 2008 al 2018 ha visto diversi interventi di restauro sia all'esterno sia all'interno. La chiesa di San Vincenzo, invece, fu costruita nel 1269 e ha la seconda navata più ampia di Francia (20 m), preceduta solo dalla cattedrale di Mirepoix (20,50 m), con un altrettanto vasta volta (23,5 m). Il campanile della chiesa domina l'intera bastide ad un'altezza di 54 metri e ospita un importante carillon di 54 campane. Nel 1907 fu riconosciuta come monumento storico.
La chiesa di San Guimerra si trova nel quartiere Barbacane, ai piedi del centro storico. La costruzione originale risaliva a un periodo compreso tra il 902 e il 931, ma l'edificio attuale risulta più recente, poiché costruito da Eugène Viollet-le-Duc tra il 1854 e il 1859 al posto del barbacane distrutto in passato. Una cappella esisteva nel quartiere ancor prima della costruzione della chiesa. Essa fu eretta nel XVII secolo sul luogo della casa natale di San Guimerra, vescovo di Carcassonne all'inizio del X secolo. Nel 2020, il sito ha ricevuto il riconoscimento di luogo di interesse storico. Non troppo distante, si sviluppa la chiesa di Saint-Martin-de-Poursan, le cui pareti dell'abside e della navata (dal pavimento alla parte superiore), unite a quanto rimane della volta della navata originale, sono state indicate dal 1948 di interesso storico.

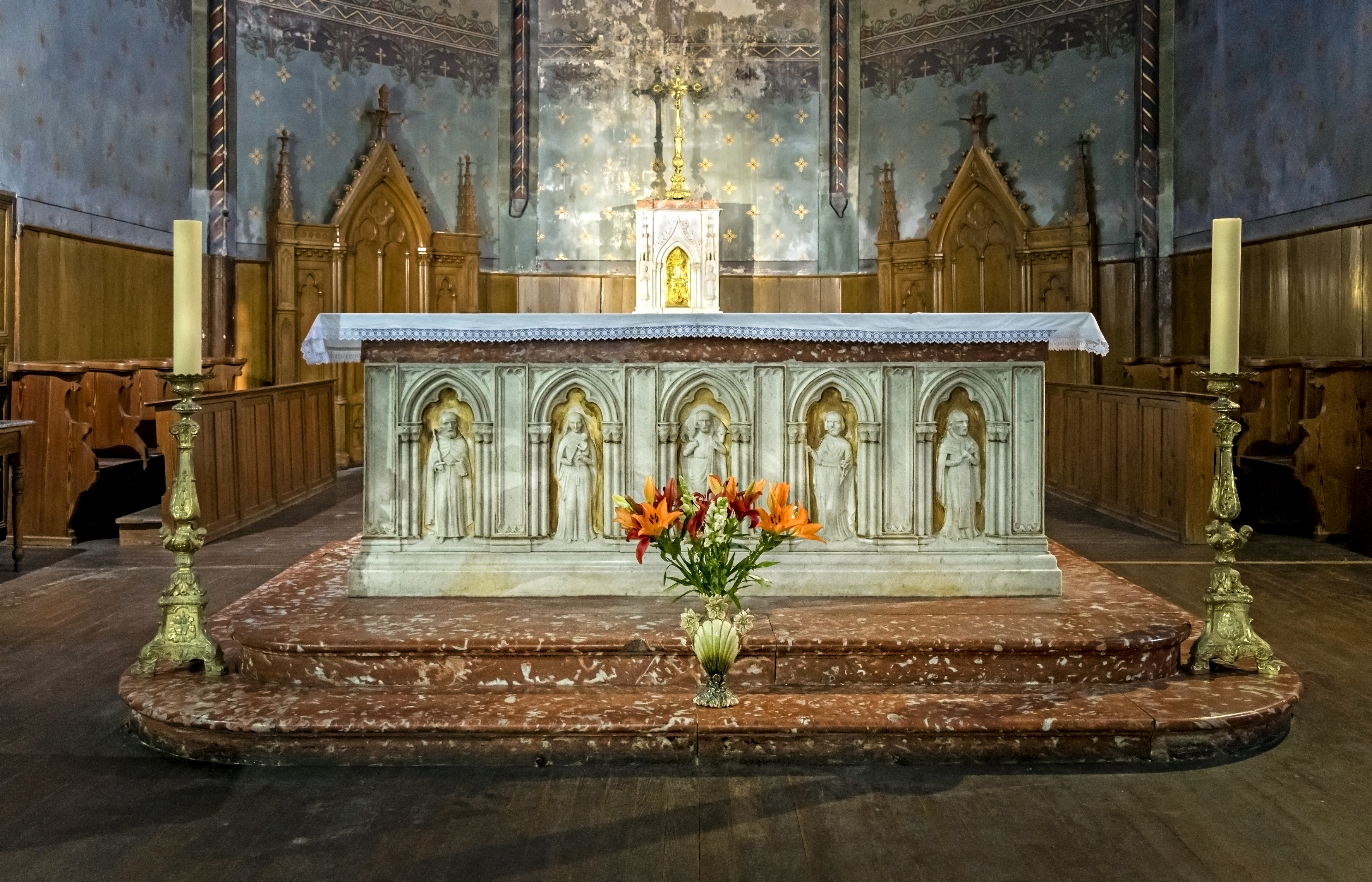
Altare della cappella carmelitana

Esistono anche altre cappelle in città, come quella di Notre-Dame-de-la-Santé risalente al 1527 grazie ai soldi del lascito di Jean de Saix e inclusa nell'ospedale della peste, vicina al ponte Vecchio. Un'altra cappella, quella carmelitana, si trova nella bastide Saint-Louis: ricostruita più volte nel XIV secolo, poi nel XVII e, infine, nel XVIII secolo, oggi è annoverata tra i monumenti storici.
Un luogo di culto protestante si trova in via Antoine-Marty ed è stato inaugurato nel 1890. La sua facciata è sobria e sembra quella di una chiesa anglicana.
La parrocchia ortodossa di San Gauderico ha la sua sede principale nella chiesa di San Saturnino di Maquens: si tratta dell'unica affiliata a tale credo nell'intero Aude e dal 1946 figura tra i monumenti storici.
Infine, i testimoni di Geova hanno inaugurato una nuova sala del regno a via Faraday. I servizi sono forniti in quattro lingue (francese, inglese, arabo e portoghese).
Per quanto riguarda l'islam, la moschea As-Salam fu inaugurata il 24 giugno 2000 nel quartiere La Conte. Si tratta della principale moschea di Carcassonne in termini di ampiezza e di uno dei nove luoghi di culto musulmani ufficiali della città, con altri due situati uno nel quartiere Viguier, in via Louis-Pergaud, e l'altro in via Trivalle.

#### La basilica di Saint-Nazaire

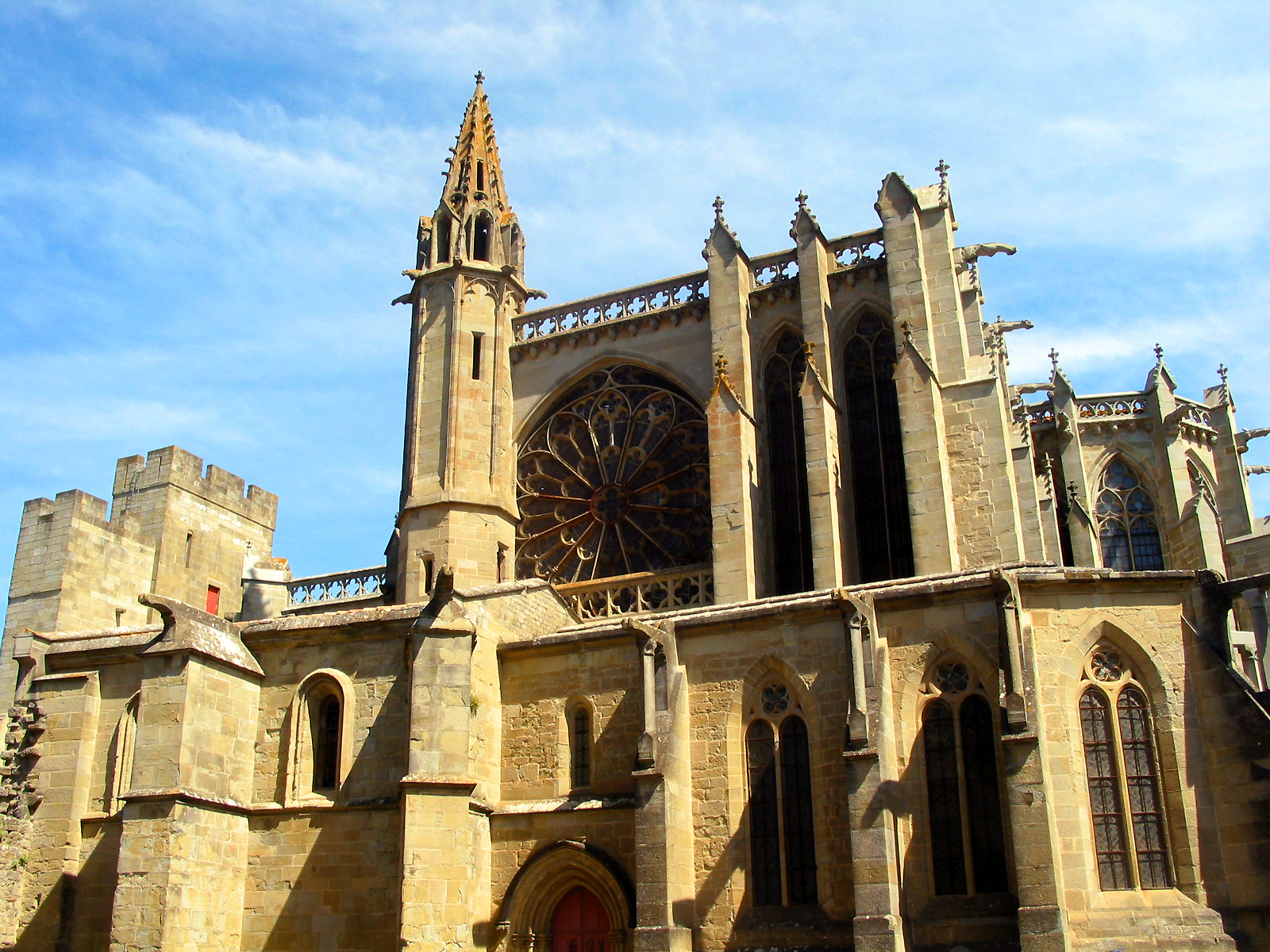
Basilica di Saint-Nazaire

L'edificio è stato classificato come monumento storico nel 1840.
La basilica di Saint-Nazaire è una chiesa di origine romanica risalente al XI secolo. Nacque come semplice chiesa e fu benedetta e cattedrale consacrata dal papa Urbano II nel 1096. Sullo stesso sito sorgeva verosimilmente una cattedrale carolingia di cui oggi non rimane traccia. Anche la cripta risale ad un'epoca antecedente alla costruzione della nuova cattedrale da parte della famiglia Trencavel, nonostante il suo stato di degrado suggerisca il contrario. La vetrata originale della basilica si trova nella Sainte-Chapelle di Parigi.
La cattedrale venne costruita con dell'arenaria all'esterno e subì un ampliamento tra il 1269 e il 1320 nello stile gotico imposto dai francesi che erano diventati padroni della regione, con un transetto e un presbiterio molto slanciati, varie sculture e una serie di vetrate tra le più pregevoli della Francia meridionale. Un prelato costruttore, Pierre de Rieux, consentì gran parte delle decorazioni e permise il completamento delle volte. Il suo stemma è visibile nel coro, nell'abside e nella sezione sud del transetto, mentre la cappella della navata settentrionale contiene il monumento commemorativo della morte del patrocinante. Anche Pierre Rodier, un arcivescovo di Carcassonne, ha un suo emblema nella cappella della parte a sud.
I lavori di ristrutturazione di Eugène Viollet-le-Duc ne hanno ampiamente trasfigurato l'esterno, mentre l'interno resta più fedele agli antichi canoni. I due stili sulle vetrate, il gotico e il romanico, si rintracciano sulle sculture e su tutte le decorazioni della chiesa. Sulle facciate sono presenti numerose vetrate del XIII e del XIV secolo che rappresentano scene della vita di Cristo e dei suoi apostoli.
Fino al XVIII secolo, la cattedrale di Saint-Nazaire rimase comunque il principale centro religioso di Carcassonne. Alla fine dell'Ancien Régime, il capitolo della cattedrale mantenne anche un piccolo corpo musicale composto da un organista, un maestro di musica e almeno cinque chierichetti. Nel 1790, tuttavia, il capitolo fu soppresso e nel 1801 la chiesa andò spogliata del suo rango di cattedrale di Carcassonne in favore della chiesa di Saint-Michel, situata nella bastide fuori città. Tale trasferimento avviene in un contesto di mutamenti con l'abbandono della città e l'espansione della città bassa. Il titolo di basilica le fu concesso, nel 1898, da papa Leone XIII.
Una comunità canonica viveva vicino alla cattedrale con una sala capitolare e un dormitorio a est, il refettorio e le cucine a sud, e le cantine e le stalle a ovest. Tuttavia, ogni edificio fu demolito nel 1792.

### Architetture civili

#### Il Canal du Midi

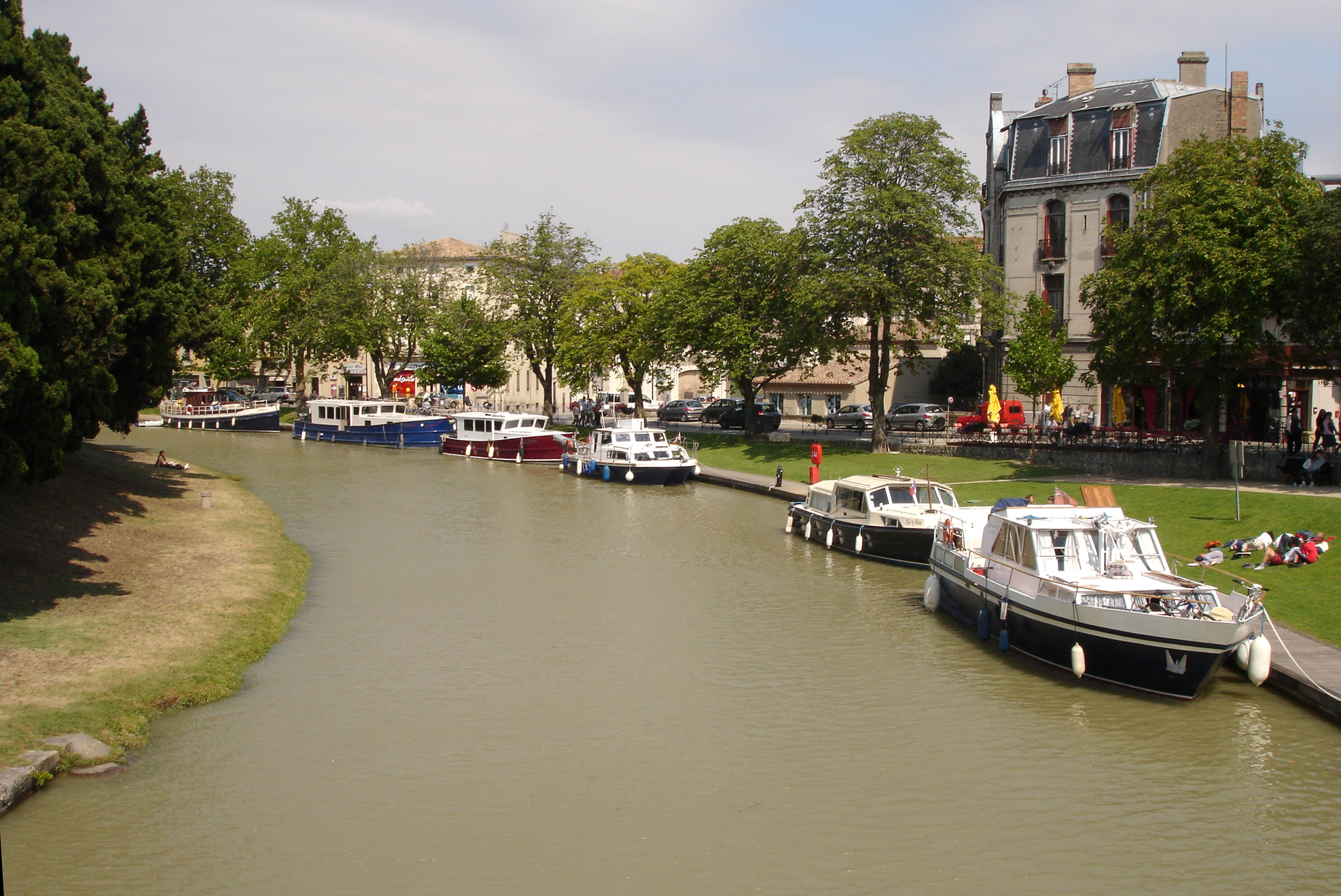
Imbarcazioni ormeggiate a Carcassonne

Il Canal du Midi, chiamato anche Canal des Deux-Mers perché collega il Mar Mediterraneo all'Oceano Atlantico, è un corso d'acqua riconosciuto come patrimonio mondiale dell'UNESCO nel 1996. In origine, nel 1681, il canale non passava per Carcassonne e si trovava a più di due chilometri dalla città a causa di un disaccordo negoziale con Pierre-Paul Riquet, che chiese ai consoli di Carcassonne di contribuire con 100.000 livre per farlo transitare in zona. Tale errore ebbe un impatto sull'economia di quest'ultima, poiché il traffico fluviale non si fermava presso Carcassonne e non fiorì tanto quanto Castelnaudary. Solo nel 1810, il Canal du Midi virò definitivamente per Carcassonne e la navigazione proseguì per tutto il XIX secolo lungo il bacino portuale e tre ponti, il Marengo, il ponte della Pace e il ponte Jena.
L'arrivo del canale artificiale fece seguito a molte trasformazioni urbanistiche nella città bassa. I fossati che circondavano i bastioni della bastide andarono riempiti per costruire grandi viali. Nel 1812, un importante progetto permise di urbanizzare la parte situata tra il canale e la bastide. Negli anni successivi vennero costruite abitazioni e edifici per il funzionamento del canale.

#### Spazi verdi
La città ha molti spazi verdi tra cui:
- Il giardino Maria-et-Pierre-Sire, situato di fronte agli edifici amministrativi del quartiere Trivalle ai piedi del ponte dell'Aude. Il suo nome rende omaggio a due famosi scrittori di Carcassonne, Pierre Sire, insegnante, e Maria Sire, direttrice della scuola della città.[95] Il giardino ha una stele a loro dedicata;
- Il giardino André-Chénier detto anche "Jardin des Plantes", situato tra canal du Midi e la route nationale 113 di fronte alla stazione SNCF. Risale al 1821 e onora l'abdicazione di Napoleone Bonaparte e l'insediamento di Luigi XVIII a Parigi.[96] Ha subito interventi estesi di restauri, con il riempimento di alcune fontane nel 2018;
- Il giardino del marchese de Gonet, di proprietà comunale dal 2005;
- Il parco Fabrique-des-Arts;
- Il parco dell'isola ai piedi della città medievale;
- I giardini Bellevue sulle rive dell'Aude;
- Il giardino del Calvario, situato presso il bastione omonimo della bastide Saint-Louis. Riaperto al pubblico nel 2011.

#### Altri edifici
La città di Carcassonne dispone di diverse strutture per promuovere la cultura, inclusi due teatri: il Jean-Deschamps, localizzato all'aperto e nel cuore della città, offre un luogo di spettacolo privilegiato per il festival cittadino che si svolge ogni estate. L'altro teatro, il Jean-Alary, è anch'esso di proprietà comunale e offre diversi spettacoli durante tutto l'anno. Si tratta di un edificio costruito nel 1933 (con caratteristiche sobrie e funzionali) dagli architetti R. Esparseil e M. Oudin sul sito dell'antico convento domenicano. Le decorazioni interne dipinte sono opera di J.-N. Garrigues e G.-J. Jaulmesc e l'edificio figura nell'elenco dei monumenti storici nazionali.
Tra gli altri edifici caratteristici del patrimonio della città, rientra il ponte Vecchio, lungo 225 m, che attraversa l'Aude e fu il primo ponte a collegare la città alla bastide. Oggi è accessibile ai pedoni e permette di godere di un'ampia veduta sui bastioni della città e sul quartiere di Trivalle, situato al di sotto della città.
Esiste un monumento dedicato alla Resistenza opera di René Iché, la cui monumentale scultura, situata in piazza Gambetta, rappresenta due "Lottatori" che si affrontano.
Nel febbraio 2018 è stato inaugurato un nuovo monumento ai caduti sulla piazza della cattedrale (prima guerra mondiale, seconda guerra mondiale, guerra d'Indocina e le guerre in Nord Africa), mentre quello vecchio, risalente al 1919, è stato rimosso.

### Architetture militari
La città fortificata storica di Carcassonne, situata sulla riva destra del fiume Aude, è stata nominata patrimonio dell'umanità dall'UNESCO nel 1997. Milioni di visitatori giungono ogni anno ad ammirare il punto di riferimento turistico della città, mentre sono 500.000 i turisti che si recano al castello comitale e ai baluardi. Complesso medievale unico in Europa per dimensioni e stato di conservazione, se si esclude il Louvre di Parigi, si tratta del secondo sito turistico più visitato in Francia dopo Mont-Saint-Michel. La città vecchia è circondata da una doppia cerchia di mura e ospita una struttura difensiva, il castello comitale, la basilica di Saint-Nazaire e 53 torri.

#### Il castello comitale
Situato nella città fortificata, il castello comitale è una fortezza che ospitò i signori di Carcassonne. Alcune delle sue fondamenta si basano su una domus del I secolo d.C. Molto presto, il sito finì per diventare un centro di potere. Il castello comitale nuovo fu costruito invece all'inizio del XII secolo, ma sopravvive solo una parte del dongione. Subì numerose modifiche nel corso dei secoli, in particolare nel 1229, dove, nelle mani del potere regio, divenne sede del siniscalcato. Dopo l'assedio del 1240, si intraprese la costruzione delle mura per rafforzare le difese con torri circolari, cammini di ronda, porte d'ingresso, il barbacane e il fossato.
Il castello è visitabile tutto l'anno e dà accesso alle mura della città. Ospita inoltre un museo e una mostra permanente sul restauro del XIX secolo.

#### La bastide Saint-Louis

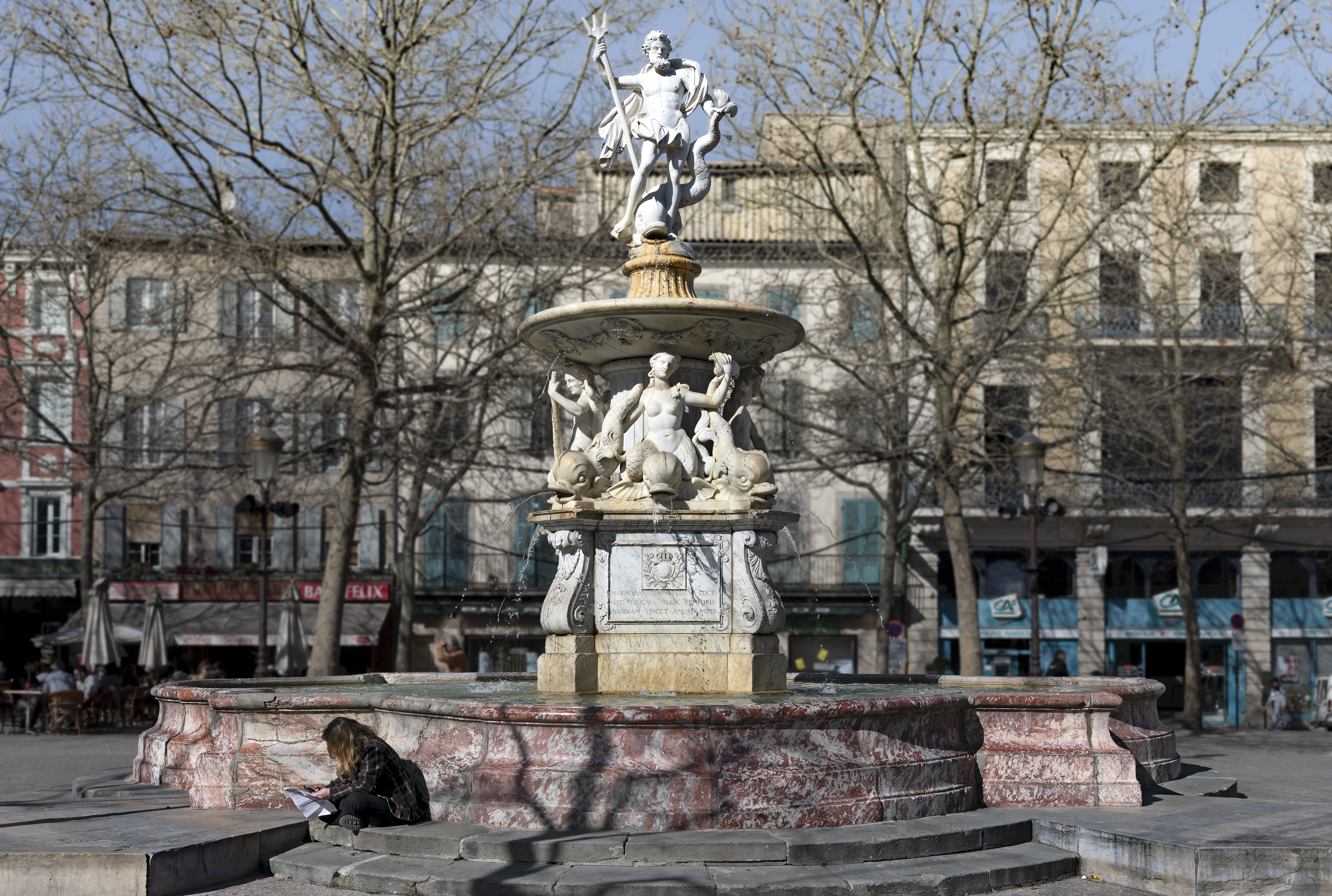
La fontana di Nettuno in piazza Carnot

Più comunemente conosciuta come "città bassa", risulta il centro commerciale e residenziale di Carcassonne. Fu Luigi IX ad autorizzare la costruzione nel 1247 di una città sommariamente fortificata per ospitare gli abitanti di Carcassonne. La lunga cinta muraria di 2.800 m che circonda l'insediamento fu ultimata tra il 1355 e il 1359, per ordine del Conte d'Armagnac. La città bassa sperimentò saccheggi ad opera di Edoardo il Principe Nero nel 1355. Nel 1539, la bastide fu modificata e assunse l'aspetto attuale.
La bastide Saint-Louis era circondata da baluardi, di cui oggi rimangono solo poche resti, in particolare a est della zona abitata. La pianta della città bassa è a scacchiera e centrata su piazza Carnot: le strade strette si intersecano ad angolo retto e corrono da un'estremità all'altra dell'agglomerato, una pianta tipica delle bastide del sud della Francia. La divisione permetteva ai difensori del Medioevo di attraversare senza ostacoli la città a cavallo per difendere i bastioni attaccati. Nel centro della città si trova piazza Carnot, anticamente chiamata "Piazza delle erbe" (place aux herbes) che è ancora oggi sede di un mercato. Verso la fine del XVI secolo, le mura furono rinforzate da quattro baluardi ulteriori: il San Martino (Saint-Martin), il Calvario (Calvaire), il Montmorency e il Torre Grossa (Tour Grosse) o Moulins. I lavori ebbero luogo quando le guerre di religione erano in corso al fine di rafforzare le protezioni della città bassa.

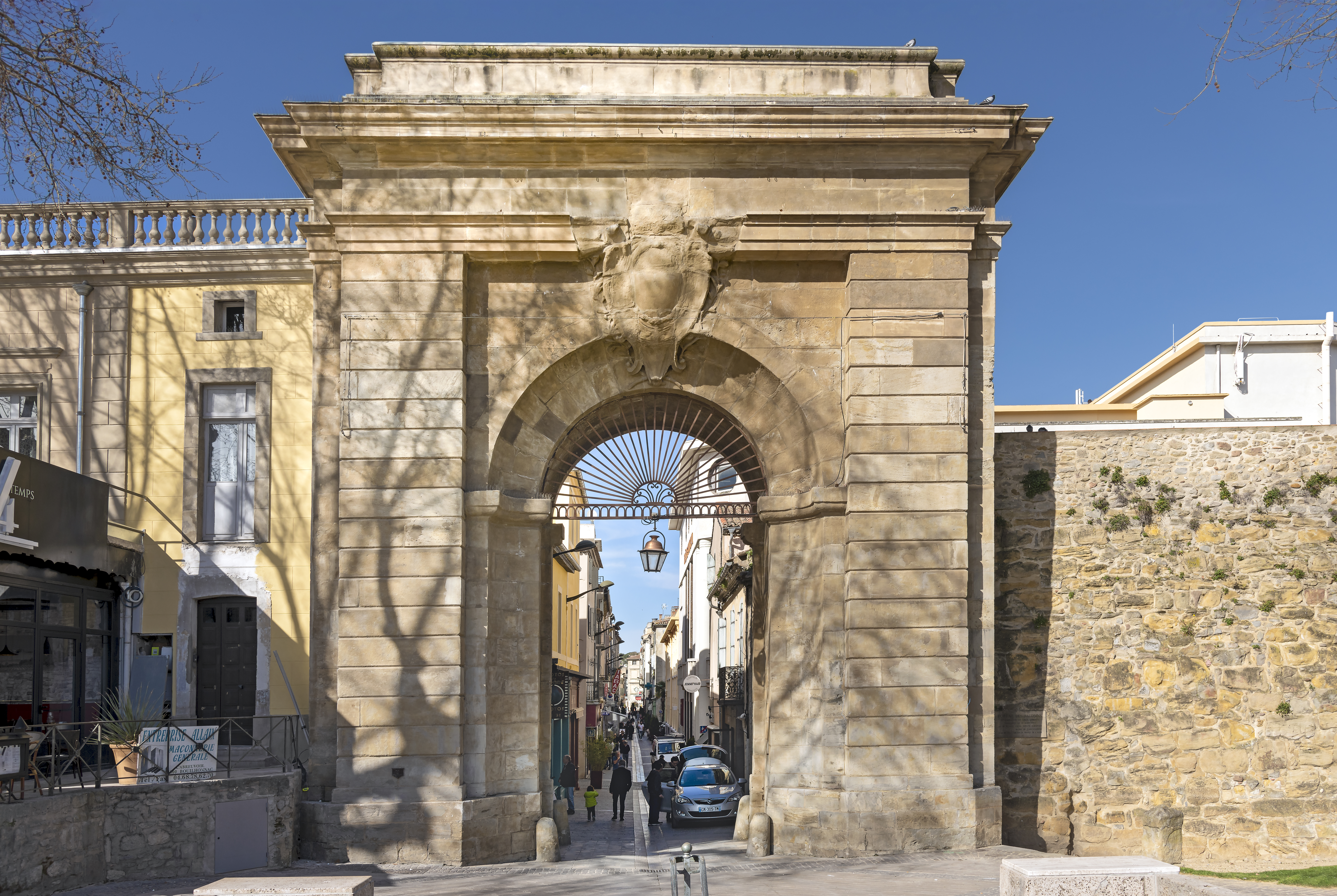
La porta monumentale dei Domenicani (Jacobins)

La bastide risulta in parte costituita da strade pedonali o semi-pedonali con molti negozi. Piazza Carnot ospita in estate un palcoscenico per varie manifestazioni pubbliche.
La porta monumentale dei Domenicani (Jacobins) è l'ultima delle quattro che si trovavano nei quattro punti cardinali della bastide. Questi accessi consentivano il controllo dell'ingresso alla bastide quando quest'ultima fu fortificata.

## Società

### Evoluzione demografica
Abitanti censiti
Carcassonne è la seconda città più popolosa dell'Aude dopo Narbona (55.375 abitanti). La densità del comune è 714,81 ab./km², un numero maggiore rispetto alle vicine Limoux (312 ab./km²), Narbona (320,2 ab./km²) o Castelnaudary (250,4 ab./km²). La cifra resta comunque minore rispetto a Tolosa (4.115 ab./km²), Montpellier (5.099,4 ab./km²) o Perpignano (1.751 ab./km²). Si tratta inoltre dell'area metropolitana più popolata del dipartimento, con 94.420 rispetto agli 88.745 di Narbona, seconda in classifica.
L'evoluzione demografica (fonte: Insee) della città è regolare e crescente dal XIX secolo, passando da 15.219 abitanti nel 1800 a 47.854 nel 2009. A metà del Novecento, il totale rimase stagnante. Nel 1968, il numero degli abitanti era pari a 43.616 abitanti, ma la cifra scese a 41.153 abitanti nel 1982. Da allora, la popolazione aumentò nuovamente fino al 2009, raggiungendo 47.854 abitanti, per poi calare di nuovo a 46.513 nel 2018.
Il calo si deve a un saldo migratorio negativo a favore delle città di Tolosa o Montpellier, in cui l'economia appare più Florida e le prospettive di occupazione maggiori.

### Sanità
Il primo centro sanitario di Carcassonne risale al 1648 e si trova ai piedi del vecchio ponte sul lato della bastide Saint-Louis. Il vecchio centro ospedaliero generale divenne il centro di residenza del Pont Vieux, a sua volta chiuso più avanti. La città ha un istituto privato, la clinica di Montréal, e un istituto pubblico, il centro ospedaliero di Carcassonne. Un nuovo distaccamento è entrato in funzione nel giugno 2014 e si trova nell'area commerciale di Montredon.

### Religione
La religione più diffusa è il cattolicesimo, ma non mancano minoranze quali il protestantesimo, i Testimoni di Geova, la religione ortodossa e l'islam.

## Cultura

### Istruzione

#### Scuole

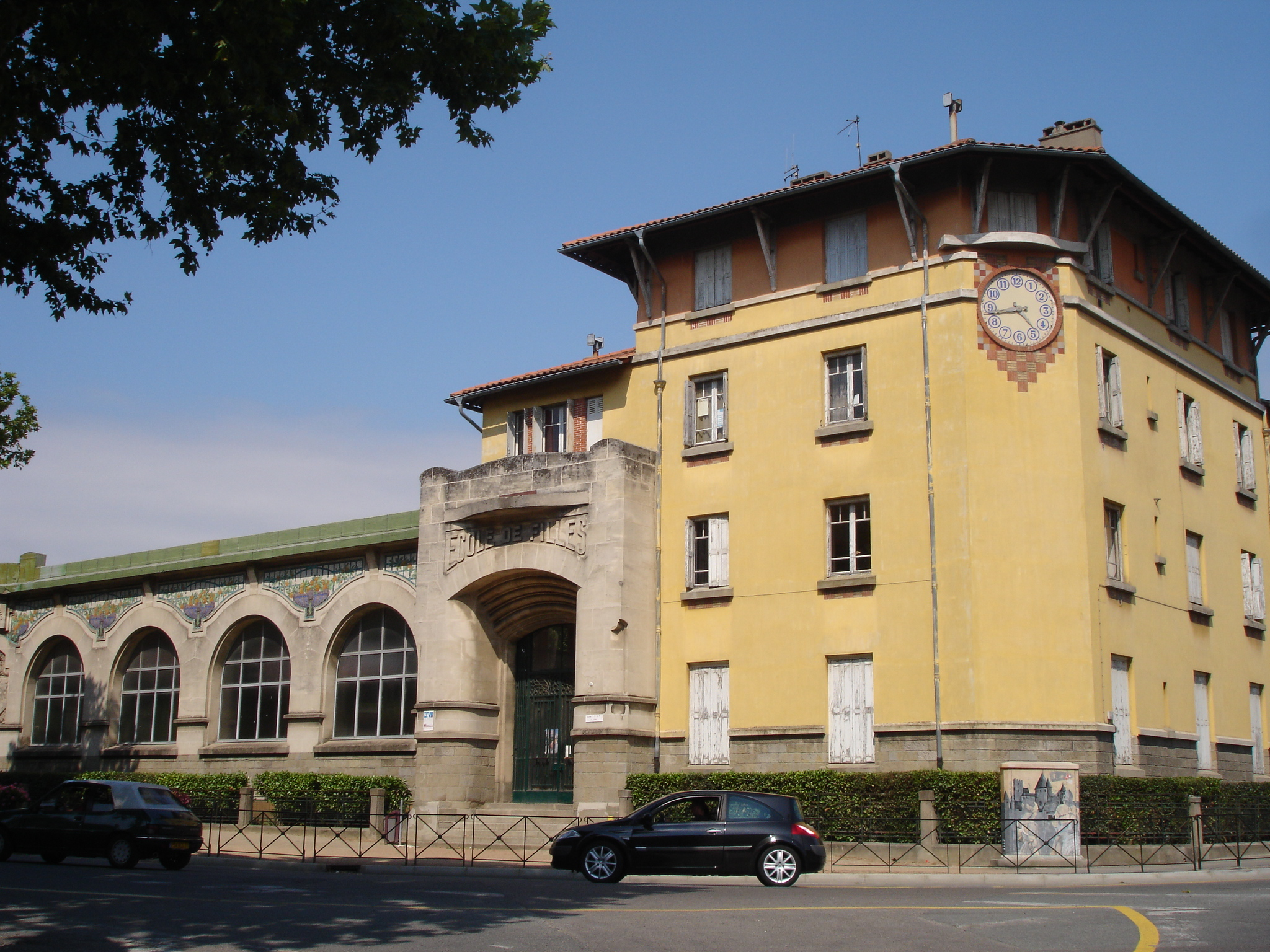
Vecchio istituto femminile di Carcassonne

Carcassonne ha sedici scuole materne, quattordici istituti primari e quattro secondari. L'insediamento è dotato di diversi istituti di istruzione superiore come uno di infermieristica, un ramo della Scuola nazionale di aviazione civile, un Istituto universitario di formazione degli insegnanti e due dipartimenti dell'Istituto Universitario di Tecnologia di Perpignano.

#### Biblioteche e associazioni culturali
La biblioteca, dal gennaio 2010 sotto la supervisione del comune, possiede una vasta collezione di documenti antichi e preziosi. Ospita ad esempio l'unico manoscritto conosciuto di Roman de Flamenca, considerato un precursore dell'amor cortese, gli archivi di Guillaume Peyrusse, tesoriere di Napoleone, o anche quelli dal filosofo Ferdinand Alquié. Un grande progetto di mediateca è in corso ma è stato rimandato di molti anni, così come gli altri progetti attigui (creazione di un catalogo informatizzato, aggiornamento delle collezioni, ecc.). Dal 2010, la percentuale di fondi destinati alla biblioteca si è drasticamente ridotta e vari testi sono stati esclusi dalla possibilità di essere consultati da un qualsivoglia lettore. Nell'agosto 2011, la "cestinazione" fortuita di alcune opere generò una grande polemica.
Un ex segretario del municipio di Carcassonne, Édouard Lacombe, compose un inno dedicato alla città e intitolato "La carcassouneso". Originario di Venerque, nell'Alta Garonna, oggi l'uomo riposa nel cimitero locale.
L'Association des Amis de la Ville et de la Cité de Carcassonne, co-fondata nel 1927 da Pierre Embry, primo curatore locale, è una delle più importanti associazioni culturali cittadine. Il suo obiettivo primario è quello di arricchire le collezioni dei musei e della biblioteca dell'agglomerato di Carcassonne attraverso acquisti o donazioni (dipinti, oreficerie, sculture, libri). Fu l'associazione a sottolineare la necessità di tutelare quanto portato alla luce da Embry nel 1926, ovvero un mosaico di 40 m² che probabilmente copriva il pavimento di una casa nobiliare romana. Nel 2016 depositò al Museo delle Belle Arti un delfino in pietra del XVII secolo, unica testimonianza dell'antica fontana monumentale nella piazza principale della bastide Saint-Louis, piazza Carnot, sede del mercato delle erbe. Nel 2020, entrarono a far parte grazie all'intervento dei membri dell'associazione un dipinto di Jacques Gamelin e un paio di candelabri del XVIII secolo nelle collezioni del museo. L'organizzazione promuove inoltre il patrimonio partecipando ogni anno alle Giornate Europee e organizzando visite e conferenze.
Due società scientifiche perpetuano la conoscenza del patrimonio culturale e storico della città e della sua regione, ovvero l'Accademia delle arti e delle scienze di Carcassonne e la Società di studi scientifici dell'Aude.

#### Musei

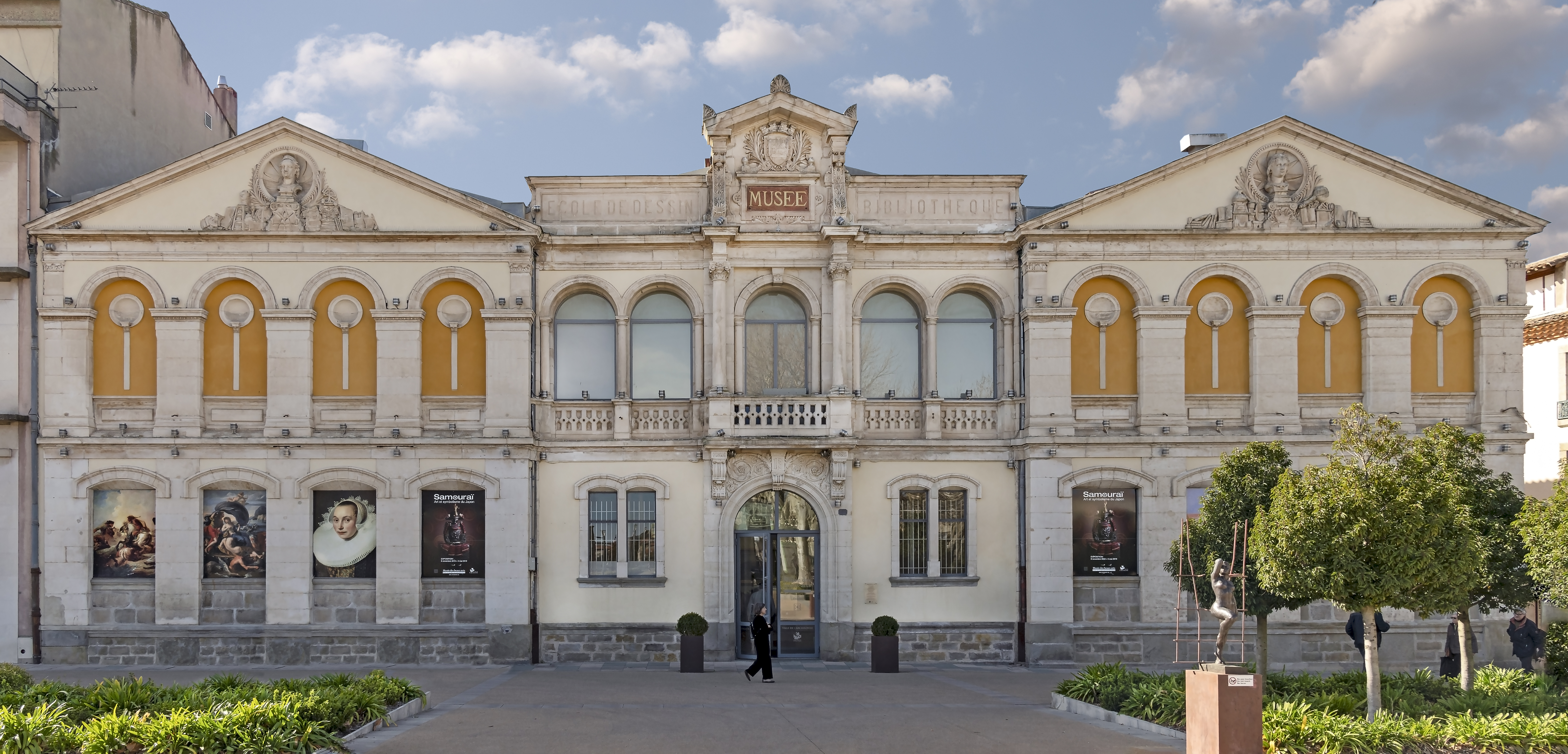
Facciata principale del museo delle Belle Arti cittadino

Il museo delle Belle Arti di Carcassonne si trova nel vecchio palazzo del Presidio (Presidial) e su viali alberati di platani nella città bassa. Ospita, in particolare, un telescopio che fu utilizzato da Napoleone Bonaparte durante il suo viaggio di ritorno dall'isola d'Elba nel 1815. L'oggetto era considerato perduto dopo l'incendio degli archivi del museo nel 1942, ma è stato ritrovato nel gennaio 2011. Il museo offre una collezione di dipinti europei realizzati tra il XVII e il XIX secolo, oltre a una collezione di faience, arazzi e sculture.

### Media

#### Televisione
- Una televisione locale, "TV Carcassonne", trasmette programmi su Internet dal 2009;[127]
- France 3 Languedoc-Roussillon, (facente capo dal 2017 a France 3 Occitanie), France 3 Tarn e tutti gli altri canali TNT vengono trasmessi su Carcassonne grazie ai ripetitori del picco di Nore e dell'Università di Perpignano:[128] France 3 Languedoc-Roussillon ha un ufficio locale a Carcassonne.[129]

#### Stampa
Oltre ai quotidiani di rilievo nazionale, i maggiori giornali regionali includono L'Indépendant, Midi libre e La Dépêche du Midi.
Una rivista culturale bimestrale, "Le Mag Evasion" esce dal 1988.

#### Radio
Oltre alle radio nazionali, la città è coperta da numerose emittenti locali:
- 88.8 Radio Contact FM;[131]
- 93,9 Fun Radio Méditerranée: Programma locale della Fun Radio di Montpellier. Ha sostituito "Fun Radio Carcassonne" nei primi anni 2000;[132]
- 95,3 Grand Sud FM;
- 96,0 Virgin Radio Plein Sud: emittente locale di Virgin Radio da Narbona (90,5 FM);[133]
- 98,0 100% Radio: stazione radio regionale con sede ad Aussillon, vicino a Mazamet, a 50 km di Carcassonne. Trasmette da Pau al Roussillon e copre parte della regione dei Midi-Pirenei;[134]
- 99.0 RTL2 Languedoc-Roussillon: programma RTL2 locale di Perpignano;[135]
- 99.6 Chérie FM Carcassonne: emittente locale di Chérie FM a Carcassonne;[136]
- 101.3 Radio Marseillette: radio associativa situata nel vicino villaggio di Marseillette (91.8 FM);[137]
- 103.0 RCF Pays d'Aude: radio cristiana locale;[138]
- 103.8 France Bleu Occitanie: programma in onda con una rassegna stampa sulle notizie dell'Aude dalle ore 6:00 alle ore 9:00;[139]
- 104.7 Sud Radio: radio generalista del sud francese. Questa frequenza viene trasmessa dal picco Nore, una montagna compresa tra i monti Noire. In virtù della posizione, copre gran parte delle regioni limitrofe.

### Eventi
- Gennaio - Festa di San Vincenzo
- Aprile - Settimana Jazz

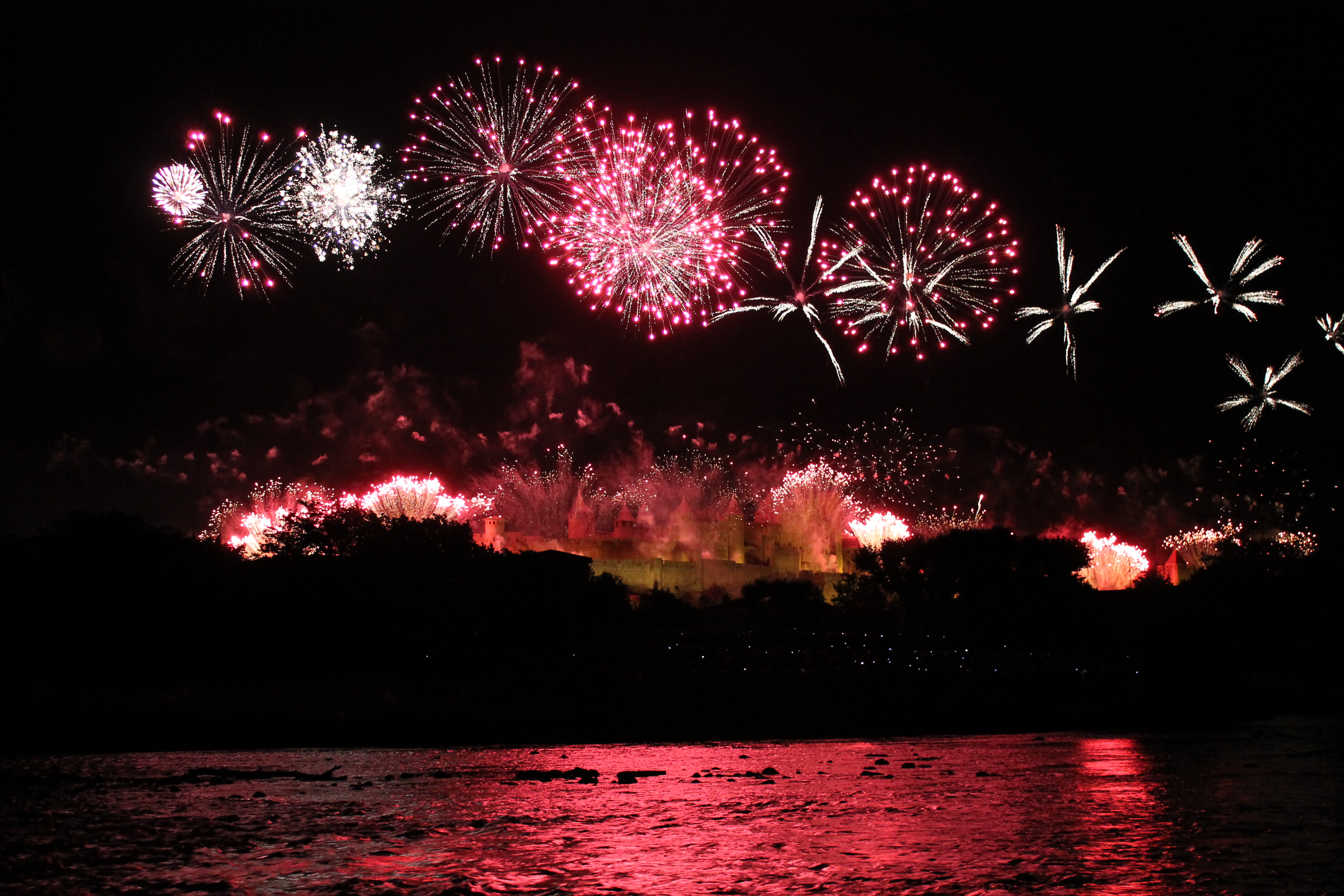
Fuochi d'artificio a Carcassonne in occasione del 14 luglio (2012)

- Maggio-Agosto - Festival Organistico: "les Vents D'Anges".
- 21 giugno - Giornata della musica
- Luglio-Agosto - Festival di Carcassonne. Dal 2006 un centinaio di spettacoli di musica, teatro o danza e accoglie in media 200.000 spettatori[140]
- Luglio-Agosto - Estate Organ de la Cité
- 14 luglio - Fuochi d'artificio - Incendio della città
- Luglio-Agosto - Gran torneo cavalleresco
- Fine agosto - Fiera "Carcassonne fête le Sud"
- Settembre - Convenanza, festival di musica elettronica e rock celebrato dal 2013[141][142]
- Da ottobre a maggio, programma teatrale Jean Alary
- Ottobre - Festa del vino
- Dicembre - Animazioni: "La magia del Natale"

La città è membro dell'Unione delle città francesi della corrida.

### Gastronomia

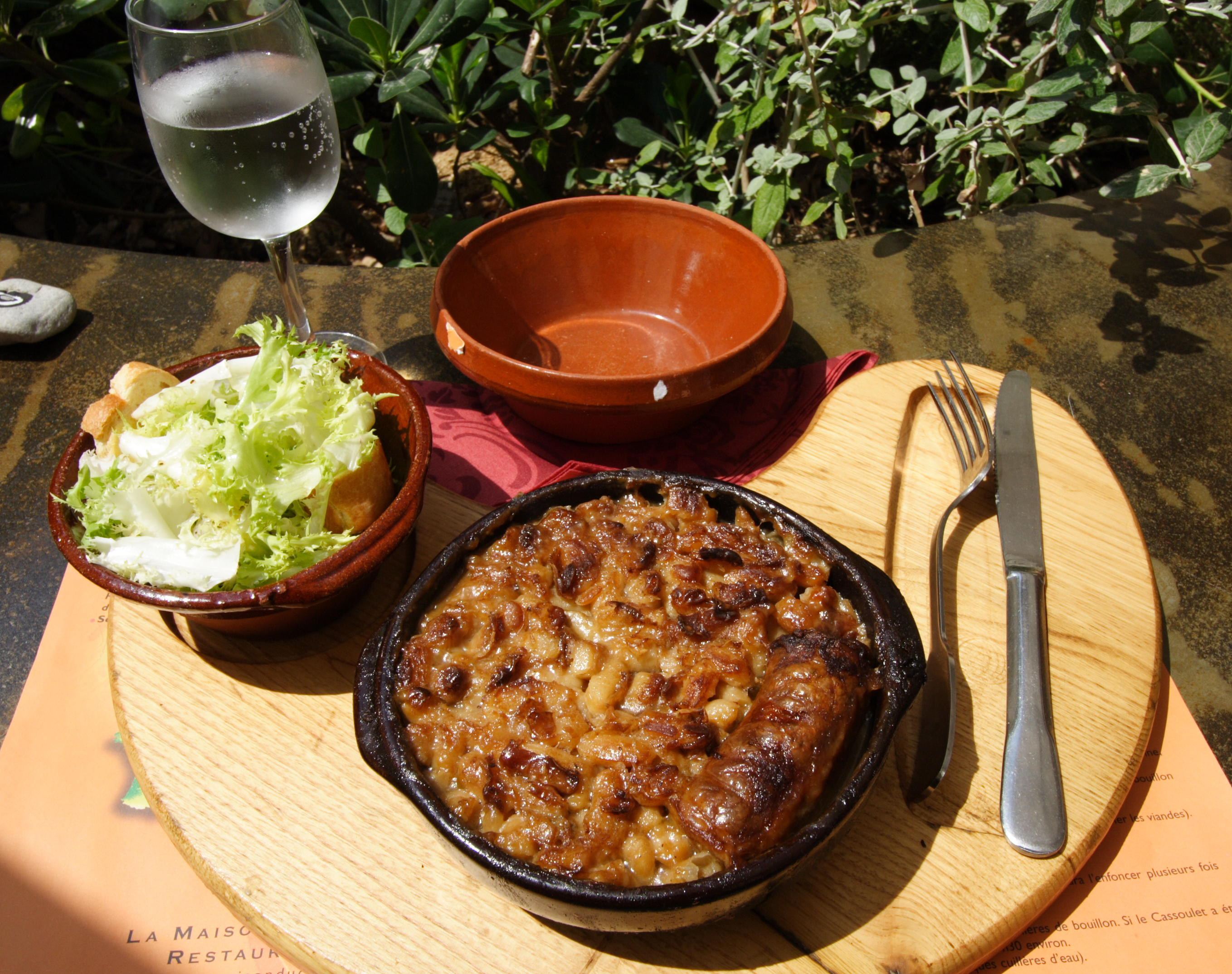
Cassoulet

La cucina di Carcassonne è legata a quella sud-occidentale e si basa su prodotti agricoli come la carne di pollo e la verdura. Le specialità principali di Carcassonne sono il prosciutto, il pollo ripieno con ventrigli, il confit d'oca e d'anatra e, tra i dolci, i petits carcassonnais (cioccolatini), i paves de la Cité, i grès de la Cité e i briques de la Cité.
La regione offre pure altre specialità, come il pâté di fegato d'oca o d'anatra, l'insalata di carciofi con fegato, il cassoulet (composto da fagioli secchi, cotiche e carni, salsiccia e confit d'oca o d'anatra) e la fricassea di fagioli o fave. Il cassoulet di Carcassonne si differenzia dai suoi omologhi di Castelnaudary e Tolosa per l'aggiunta di carne di pernice.
Essendo una conosciuta zona viticola, a Carcassonne si può scegliere di degustare un piatto o bere per il gusto di farlo diversi vini, tra cui il Cabardès (AOC), il Corbières (AOC), il Malepère (AOC) e il Minervois (AOC).

## Geografia antropica

### Urbanistica

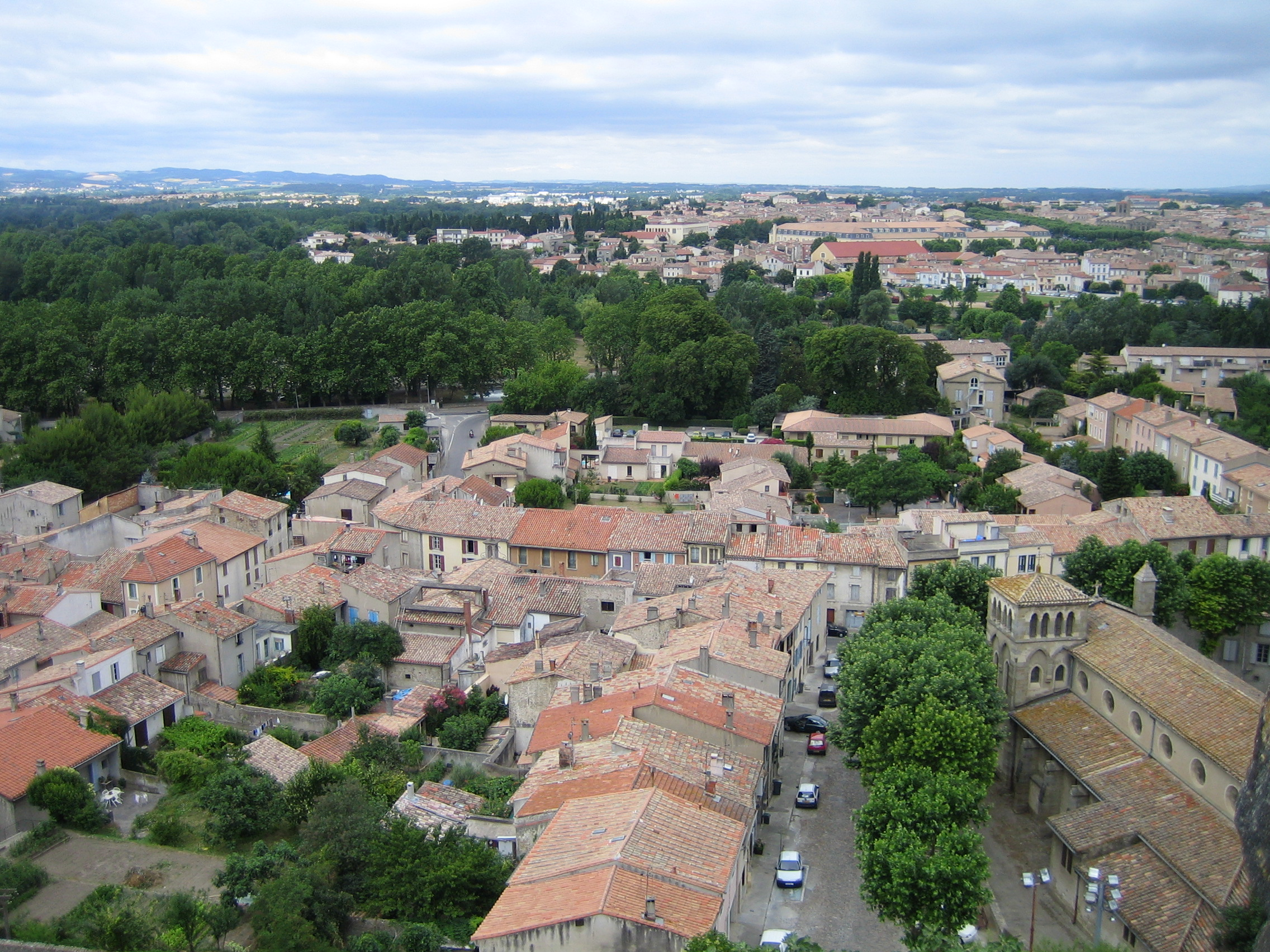
Il quartiere di Trivalle e la città bassa

Ai sensi della zonizzazione pubblicata in Francia nel novembre del 2020, Carcassonne è un comune urbano in applicazione della nuova definizione di ruralità convalidata dal comitato interministeriale delle ruralità. Fa infatti parte di comuni a densità densa o intermedia, ai sensi della griglia di densità comunale stilata dall'Insee. Appartiene all'unità urbana di Carcassonne, un agglomerato interdipartimentale che raggruppa 2 comuni (l'altro è Berriac) e 46.985 abitanti nel 2017, incluso il centro cittadino.
I due quartieri principali sono rappresentati dalla città vecchia (o città alta) e la bastide Saint-Louis (o città bassa), uniti da quello della Trivalle con il ponte Vecchio che attraversa l'Aude. La città vecchia è situata su un alto promontorio e appare circondata da spessi bastioni sin dal Medioevo; si caratterizza inoltre per la presenza di edifici abbastanza datati e posizionati a poca distanza tra di loro. Il passaggio di veicoli è in virtù di tali ragioni difficoltoso, sottoposto a restrizioni e vietato nei mesi di luglio e agosto. La città bassa si compone di un'antica bastide, la cui organizzazione segue la pianta regolare di un esagono con gli angoli composti dai baluardi. Le strade si intersecano ad angolo retto e si sviluppano ramificandosi da una piazza centrale, Place Carnot. Un vialone circonda tutta la bastide ripercorrendo i vecchi baluardi della città distrutta nel 1764 per ordine del vescovo Armand Bazin de Bezons. Molte delle vie in tale zona dell'insediamento sono aperte solo ai pedoni.
Il resto della città è diviso in vari quartieri e si contano sei borgate: Montlegun, Montredon, Grèzes, Herminis, Maquens e Villalbe.

### Uso del suolo

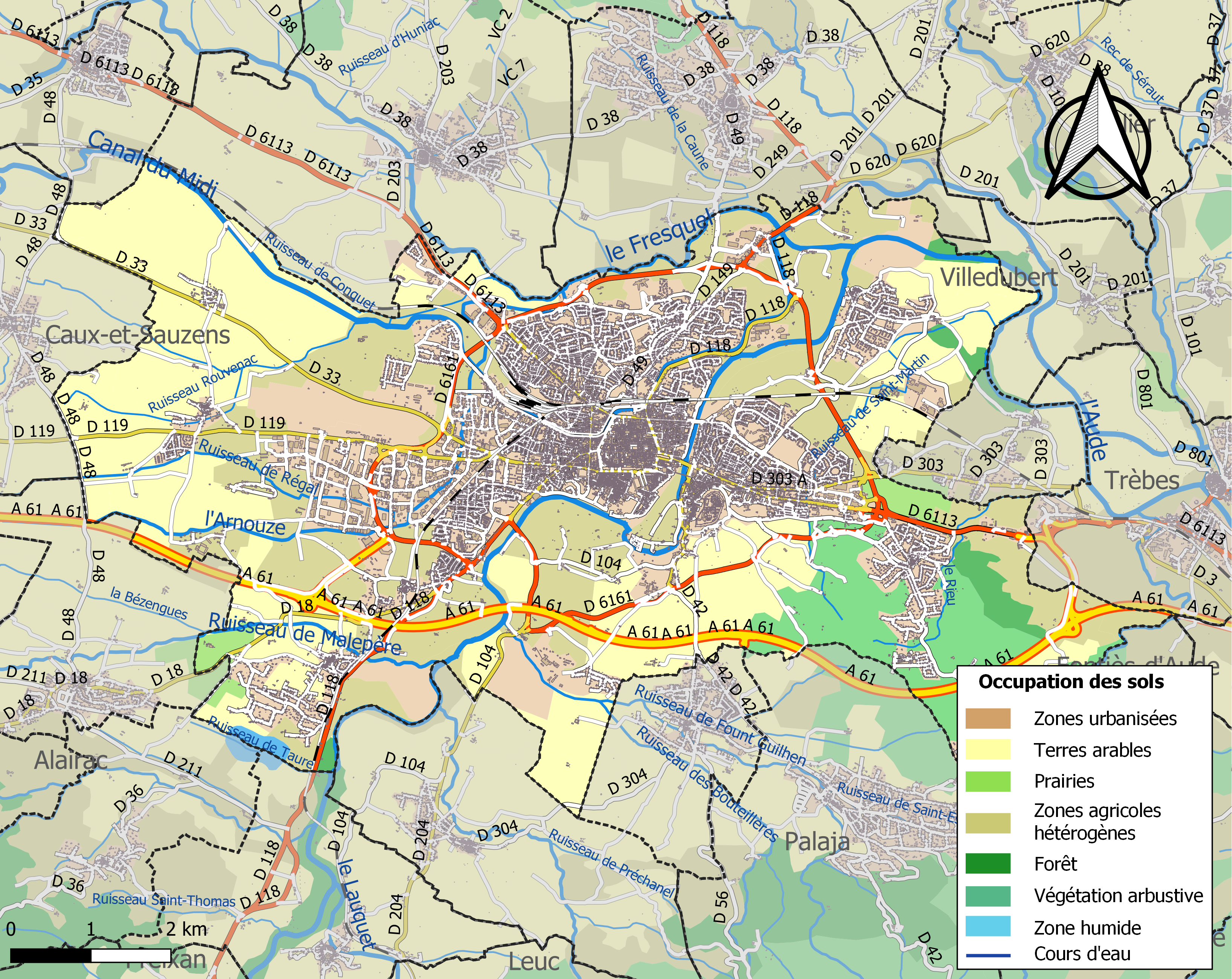
Carta dell'uso del suole e delle infrastrutture urbane del comune nel 2018 (Corine Land Cover)

L'uso del suolo del comune, come risulta dal database europeo di biofisica realizzato dal Corine Land Cover (CLC), è caratterizzato per il grosso da terreni agricoli (55,1% nel 2018), un dato in diminuzione rispetto al 1990 (71,2%). La ripartizione dettagliata nel 2018 appare la seguente:
aree agricole eterogenee (25,4%), aree urbanizzate (23,1%), colture permanenti (18,5%), aree industriali o commerciali e reti di comunicazione (10,3%), suoli agricoli (10%), vegetazione arbustiva e/o erbacea (6,7%), miniere, discariche e cantieri (1,5%), foreste (1,5%), verde artificiale, non agricolo (1,4%), prati (1,2%), acque continentali (0.5%).

### Patrimonio abitativo

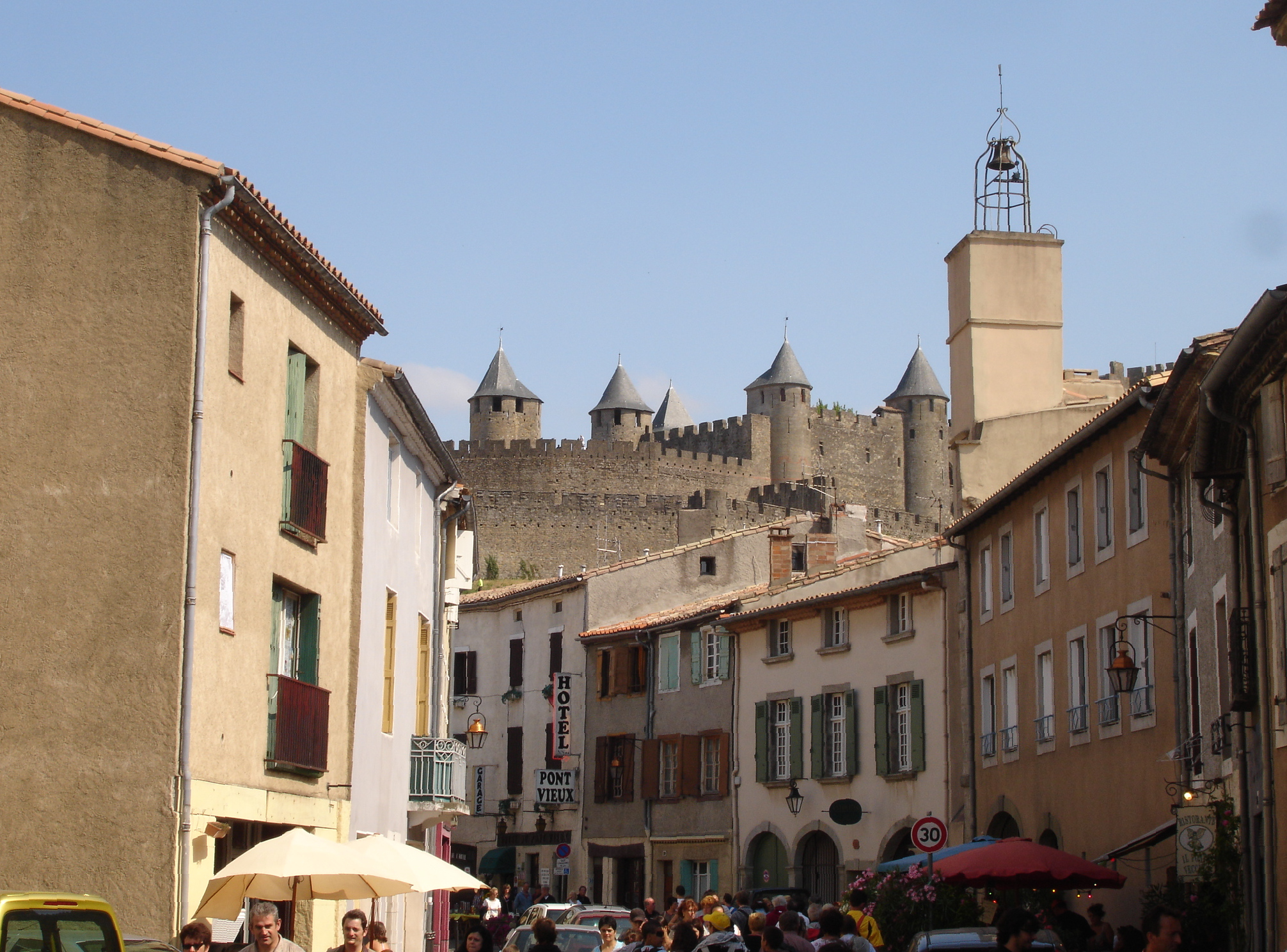
Scorcio del quartiere di Trivalle

Carcassonne contava 27.369 abitazioni nel 2018. Le nuove costruzioni non si affermarono con una certa costanza se non dopo il 1990, tanto che quelle di recente realizzazione ammontavano solo all'8,9% e il 29,2% risaliva ad anni precedenti al 1949. Dall'inizio degli anni Novanta, la tendenza ha subito una variazione a seguito dell'entrata in vigore di una controversa politica di esenzione fiscale riservata alle nuove strutture.
Il 1º aprile 2021, il comune ha comunicato l'entrata in vigore del "Permesso di locazione", un mezzo per combattere la locazione di edifici angusti e insalubri.

### Suddivisioni amministrative

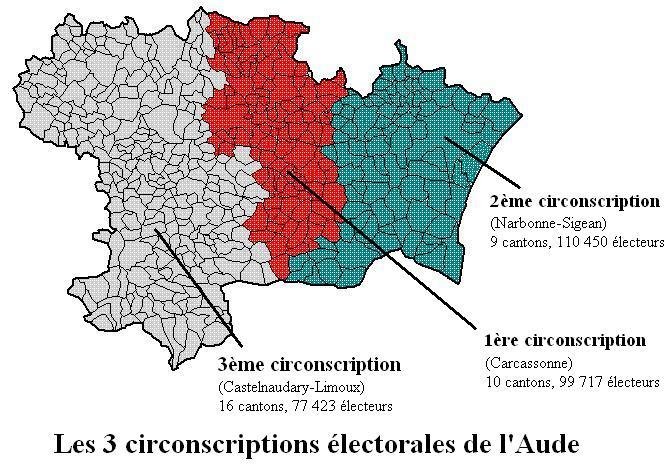
Circoscrizioni dell'Aude

La communauté d'agglomération du Carcassonnais raggruppa venti comuni: Berriac, Carcassonne, Caux-et-Sauzens, Cavanac, Cazilhac, Couffoulens, Fontiès-d'Aude, Lavalette, Leuc, Mas-des-Cours, Montirat, Palaja, Pennautier, Pezens, Preixan, Rouffiac-d'Aude, Roullens, Trèbes, Villemoustaussou et Villedubert.
Fino al 2014, Carcassonne era il capoluogo di due
cantoni:
- Il cantone di Carcassonne-Centre è formato dalla parte centrale di Carcassonne (11.030 abitanti).
- Il cantone di Carcassonne-Est è formato da una parte di Carcassonne e dai comuni di Berriac, Cavanac, Cazilhac, Couffoulens, Leuc, Mas-des-Cours e Palaja (17.970 abitanti);
- Il cantone di Carcassonne-Nord formato da una parte di Carcassonne e dal comune di Pennautier (13.998 abitanti);
- Il cantone di Carcassonne-Sud è formato dalla parte sud di Carcassonne (8.930 abitanti).

A seguito della riforma approvata con decreto del 21 febbraio 2014, che ha avuto attuazione dopo le elezioni dipartimentali del 2015, il territorio comunale della città di Carcassonne è suddiviso in tre cantoni:
- Cantone di Carcassonne-1: comprende parte della città di Carcassonne;
- Cantone di Carcassonne-2: comprende parte della città di Carcassonne e i comuni di Cavanac, Cazilhac, Couffoulens, Leuc, Mas-des-Cours, Palaja, Verzeille, Villefloure;
- Cantone di Carcassonne-3: comprende parte della città di Carcassonne e i comuni di Alairac, Lavalette, Montclar, Preixan, Rouffiac-d'Aude, Roullens.

Tribunale di Carcassonne

Carcassonne è inoltre sede della prefettura del dipartimento di Aude, localizzata in un edificio in stile settecentesco edificato durante il regno di Luigi XV. Ospita pure diverse amministrazioni e servizi pubblici sul suo territorio: un ufficio postale, una stazione di polizia e una della Compagnia di sicurezza, una dogana dell'aeroporto di Carcassonne-Salvaza, un ufficio delle imposte nonché una caserma dei vigili del fuoco. Sono disponibili altri servizi pubblici quali un centro di sicurezza sociale, un'agenzia nazionale per l'impiego (ANPE), e una sede dell'EDF-GDF.
Carcassonne rientra a livello di giurisdizione differenti collocazioni. In primo grado, le corti competenti sono il tribunale d'istanza, quello di grande istanza e quello di commercio di Carcassonne, per il secondo la corte d'appello di Montpellier. L'esercito vanta in città il 3º Reggimento Paracadutisti di Fanteria di Marina, di stanza nella caserma Laperrine risalente al XVIII secolo, una delegazione militare dipartimentale dell'Aude e un centro di informazione e reclutamento.

## Economia
|                 | Primario | Secondario | Edilizia | Terziario |
| --------------- | -------- | ---------- | -------- | --------- |
| Carcassonne     | 84,97    | 7,66       | 5,52     | 1,85      |
| Media nazionale | 71,5     | 18,6       | 6,1      | 4,1       |

Dal XIII al XVIII secolo, la città costituiva un importante avamposto industriale grazie alla produzione di materiale tessile di ogni genere. Nel 2021, Carcassonne vive principalmente solo del commercio locale legato al turismo e delle sue funzioni amministrative annesse alla sua prefettura.
Come in tutto il resto della Francia, la grande produzione industriale sta gradualmente sopprimendo il commercio all'ingrosso a Carcassonne, malgrado quest'ultimo sia ancora primo per percentuale di lavoratori impegnati (67.6%). Il campo industriale è debole e la presenza dell'industria pesante inesistente, tanto che la città sta cercando di attrarre nuove aziende tramite campagne promozionali. Tra imprese presenti si segnalano La Fabrique du Sud (produzione di gelati), il gruppo UCCOAR (impianto di imbottigliamento), il cui fatturato è di 92 milioni di euro, e Aude Coop (Cooperativa di produttori locali Oc).
Il gruppo Goyard e la Algo, affiliata alla prima e specializzata nella produzione di articoli da viaggio, pelletteria e selleria, costituisce la principale azienda attiva nel settore del lusso, grazie all'insediamento di due siti di stabilimenti.
L'artigianato è ben trapiantato a Carcassonne, con 936 differenti imprese che offrono un impiego a 2.700 lavoratori (il numero è calato dopo la pandemia di COVID-19). L'agricoltura è scarsamente rappresentata, essendo grosso modo limitata alla viticoltura. Esiste un vino che reca il nome della città, il Cité-de-carcassonne (IGP).

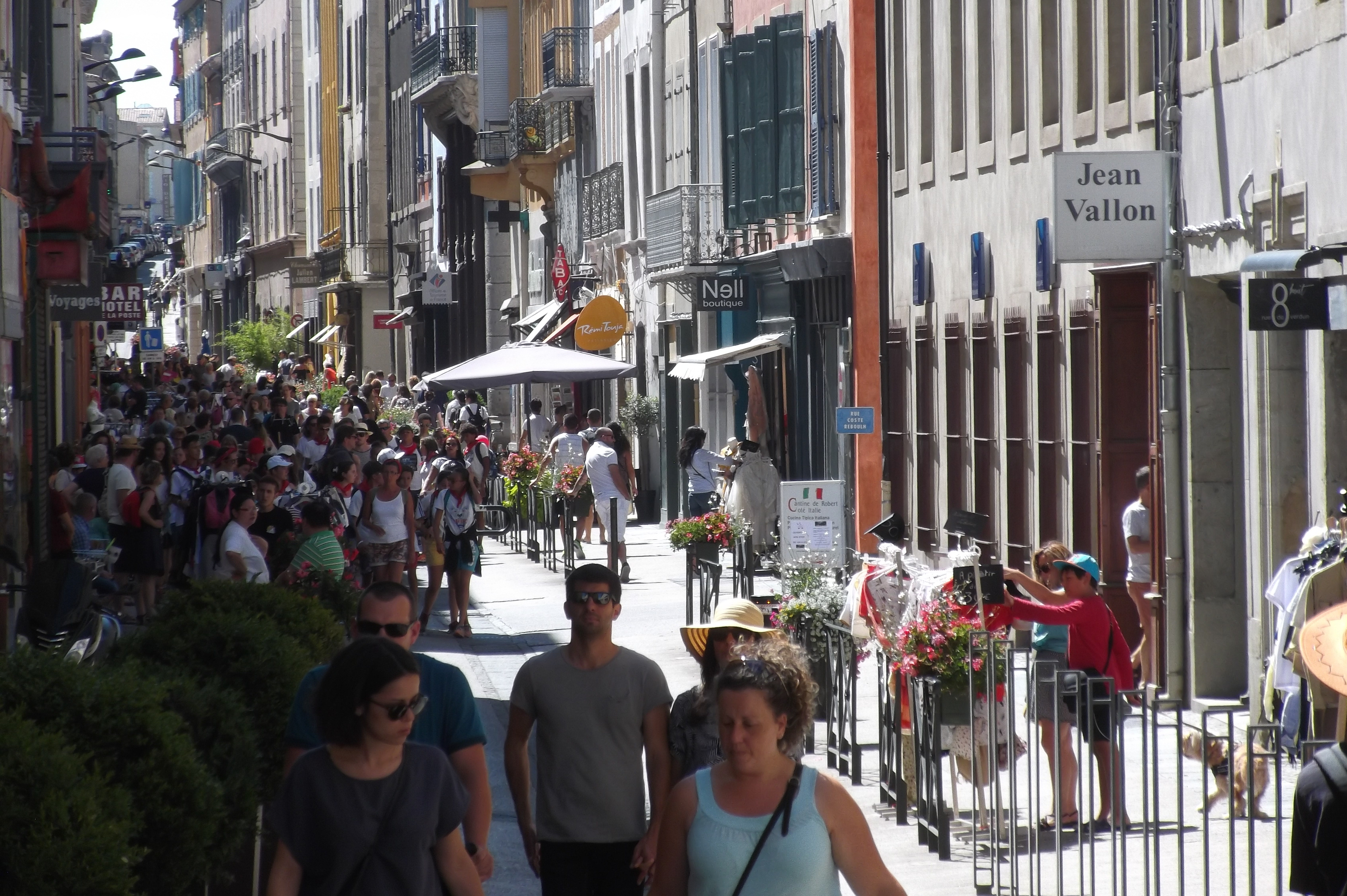
Rue de Verdun, con le sue facciate in stile moderno, è una delle principali vie dello shopping della bastide Saint Louis a Carcassonne

Il settore terziario risulta decisamente il motore principale della regione, considerata la mole di turisti attirata dal fascino della città vecchia di Carcassonne e del canal du Midi. Il tasso di occupazione è paragonabile a quello della costa della Linguadoca. La città ha pertanto sviluppato la sua offerta di ospitalità con numerosi ristoranti (tre stabilimenti stellati Michelin nel 2020) e 1.200 camere sparse in 34 strutture di cui tre alberghi di lusso, ovvero l'Hôtel de la Cité, il Domaine d'Auriac e l'Hilton Double Tree, inaugurato nel 2018. Carcassonne dispone anche di un'area idonea al campeggio.

## Viabilità e trasporti
Carcassonne si trova sul principale asse di comunicazione tra Tolosa e la costa mediterranea. Il Canal du Midi, risalente al XVIII secolo, era un tempo una via fluviale molto trafficata ed è oggi accessibile ai turisti per gite fluviali. L'Autoroute des Deux Mers, più precisamente la sezione orientale, dell'A61, passa a sud della città consentendo l'accesso diretto da Tolosa o Montpellier. Sono due le uscite (la 23 e la 24) che servono la città. Sulla rete secondaria, la strada dipartimentale 6113 (ex route nationale 113) attraversa Carcassonne e collega Tolosa a ovest e Narbona a est. A sud, la strada dipartimentale 118 permette di prendere la valle dell'Aude e di raggiungere Limoux e Quillan. A nord, si prosegue sempre lungo la 118 verso le montagne Noire e Mazamet.

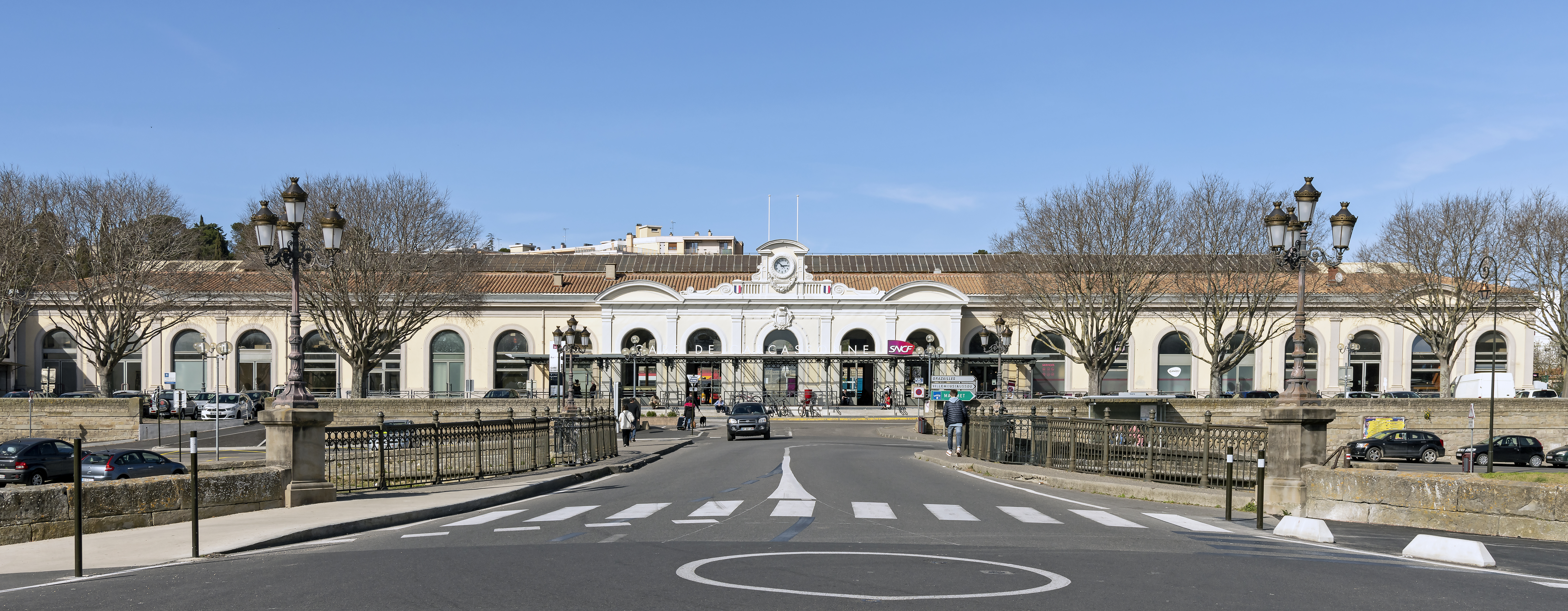
La stazione vista dal ponte di Marengo

Carcassonne è raggiungibile anche in treno grazie al collegamento Tolosa-Sète via Narbona. La città è anche collegata a Quillan tramite una sezione ammodernata della vecchia linea di Carcassonne-Rivesaltes.
L'aeroporto di Carcassonne Salvaza, aperto nel 2010, si trova a ovest della città nella zona commerciale di Salvaza. Consente di raggiungere tramite aereo il Regno Unito (Londra, Manchester e Nottingham), l'Irlanda (Dublino e Cork), la Scozia (Glasgow e Edimburgo), il Belgio (Charleroi) e il Portogallo (Porto). Nel 2002, i lavori hanno permesso di allungare la pista principale per ospitare mezzi più grandi. L'aeroporto ha ricevuto 375.400 persone nel 2018, 351.982 nel 2019 e 75.631 nel 2020 (il calo si deve alla pandemia di COVID-19). Dal 2010, sono stati intrapresi importanti lavori per aumentare la capacità dell'aeroporto con la creazione di un nuovo parcheggio per ospitare 4 aeromobili contemporaneamente, la costruzione di una nuova caserma dei vigili del fuoco, il rinnovo delle attrezzature operative, la realizzazione di un nuovo hangar per l'attrezzatura della pista, l'adeguamento delle infrastrutture del terminal per garantire il passaggio dei passeggeri e l'ampliamento delle sale d'imbarco.
Per quanto riguarda i trasporti pubblici, 30 linee di autobus attraversano la città e il circondario di Carcassonne. L'agenzia RTCA gestisce la rete di trasporto pubblico per conto dell'azienda Carcassonne Agglo. Durante l'estate, la bastide Saint-Louis è servita da piccole navette elettriche gratuite chiamate Les Toucs e il collegamento tra il centro città e i quartieri medievali vede un trenino.
In centro, l'auto risulta il mezzo di trasporto più comune: tuttavia, il traffico nelle ore di punta è piuttosto difficile, soprattutto in estate con l'afflusso di turisti. La strada dipartimentale 6113 (ex statale 113) che conduce direttamente in città si intasa molto in fretta. Solo la realizzazione della bretella nord-est della tangenziale, inaugurata il 18 dicembre 2008, ha consentito di snellire il flusso del traffico, ricorrendo alla costruzione di un viadotto sull'Aude.

## Amministrazione

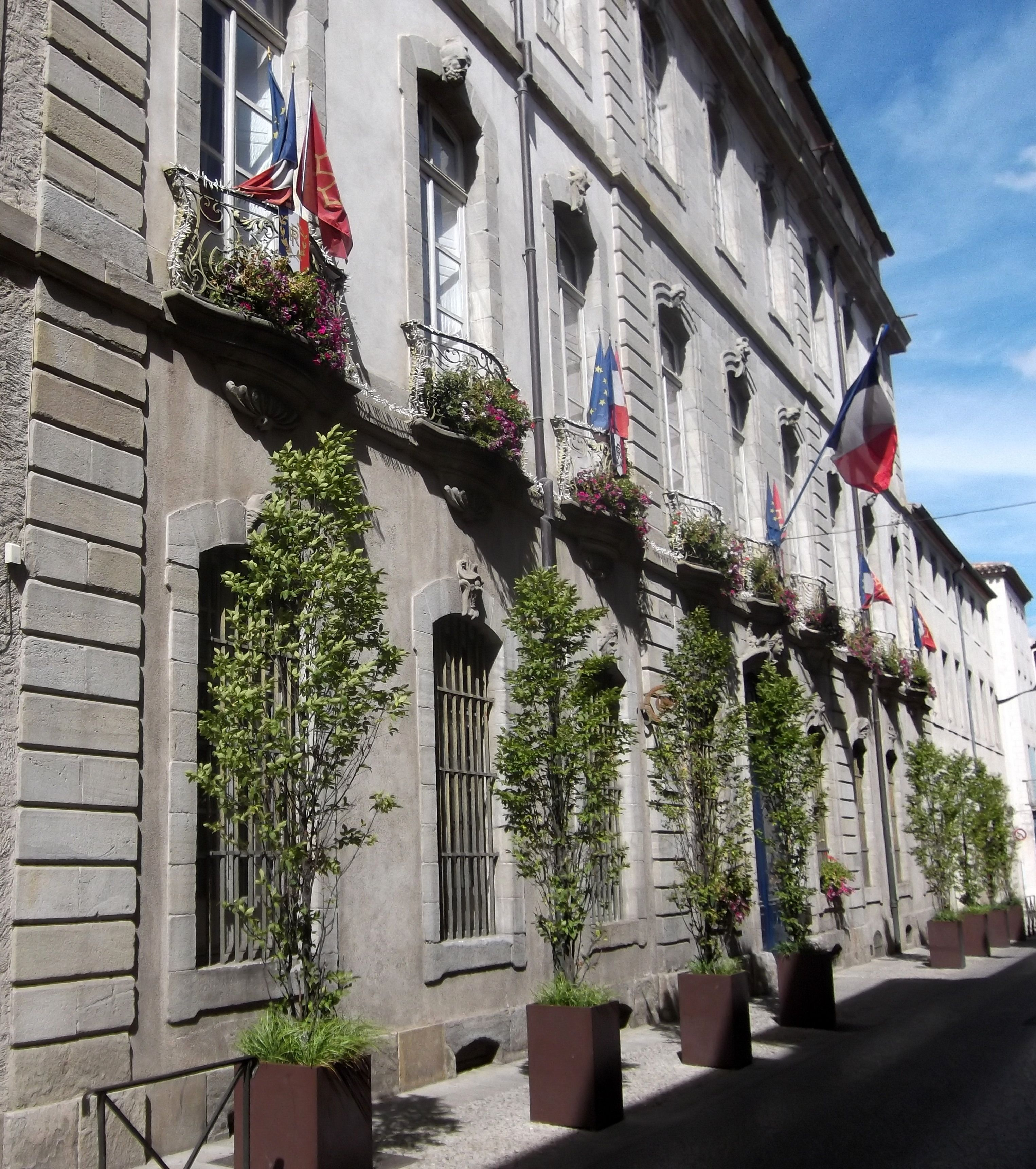
L'hotel de Rolland (XVIII secolo), sede del municipio di Carcassonne

La giunta municipale si compone di quarantatré membri, tra cui il sindaco e undici assessori.
Carcassonne è stata una città fedele alla sinistra per un lunghissimo periodo, inaugurato nel 1896 e terminato nel 1983. Per 87 anni si sono succeduti radical-socialisti, SFIO e socialisti. Furono diversi dissidi interni a costare la vittoria alla sinistra nel 1983.
Nel 2005, il sindaco Raymond Chesa morì e venne rimpiazzato da Gérard Larrat (UMP). La sua nomina venne tuttavia invalidata nel giugno 2009 e gli subentrò il socialista Jean-Claude Perez nel settembre 2009. Durante il ballottaggio del 2014, Gérard Larrat riottenne la carica perduta. Con il 47,8%, ancora una volta Larrat vinse le elezioni nel giugno del 2020.

### Tassazione

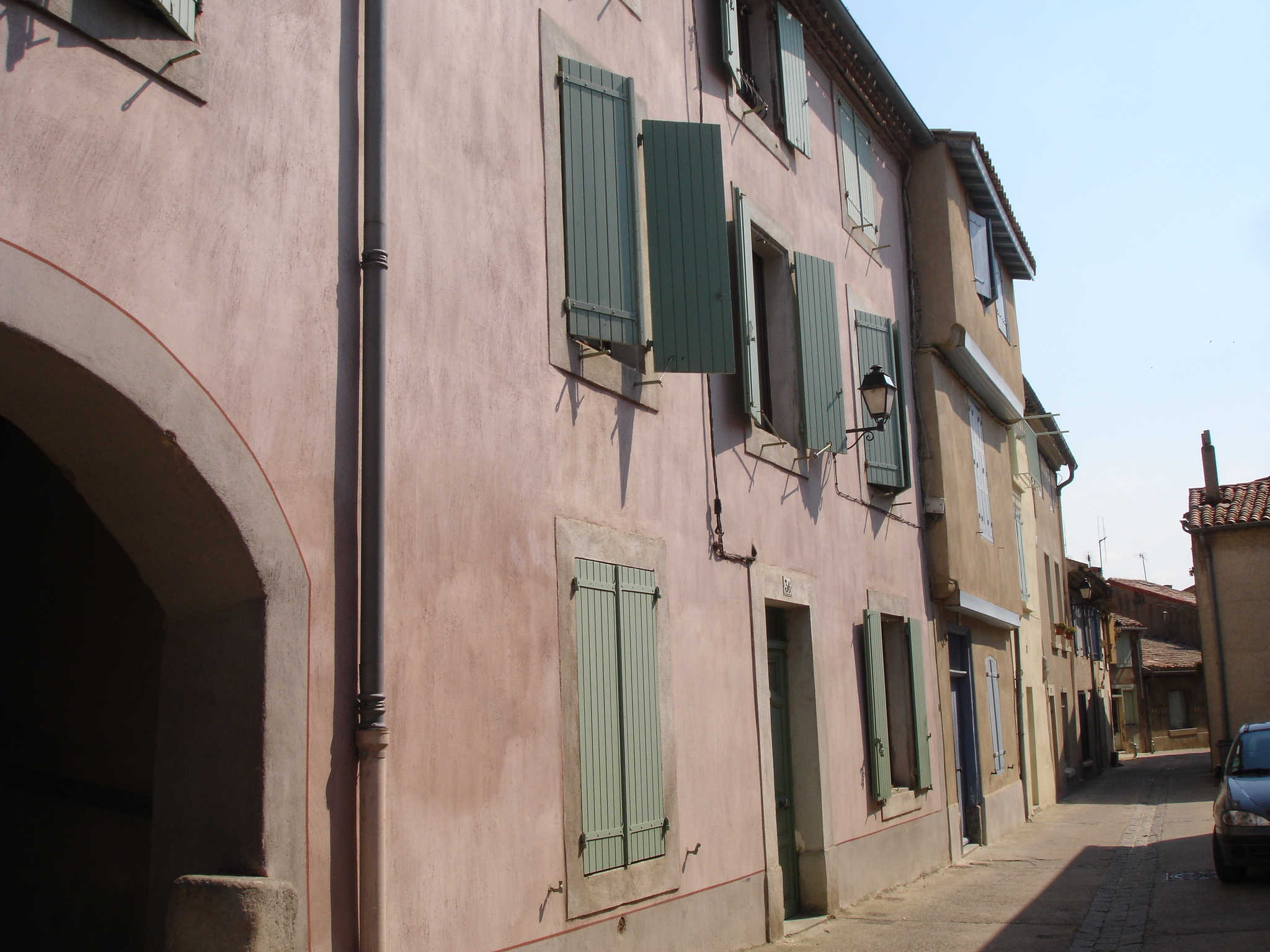
Abitazioni nel quartiere Trivalle

L'aliquota delle quattro imposte principali andò parametrata per la prima volta in maniera completa dalla giunta comunale nel 2006, con un'imposta del 15,23% sulla tassa relativa alla prima casa, del 39,82% sulla tassa fondiaria sui terreni costruiti, del 107,99% sulla tassa fondiaria sui terreni non costruiti e del 21,33% sull'imposta professionale. Volendo fare un confronto, nello stesso anno nel resto del dipartimento la percentuale era pari rispettivamente a 9,43%, 21,17%, 54,93% e 14,68%.
Il tasso d'imposta è molto più alto della media dipartimentale per i comuni con popolazione equivalente. A mo' confronto, le cifre sono rispettivamente dell'11,44%, del 28,63%, del 67,79% e del 14,37% a Narbona. Quest'ultima è di dimensioni equivalenti a Carcassonne, ma ha un'economia dinamica legata al turismo e a più aziende private.
L'aliquota dell'imposta diretta locale era del 15,23% nel 2006, che superava pure l'aliquota dipartimentale del 9,43%.
L'aliquota della tassa sulla casa, pari al 13,82% nel 2003 e al 15,23% nel 2006, come le altre imposte, appare in costante aumento da diversi anni, a differenza di Narbona, che riuscì a mantenere queste aliquote tra il 2003 e il 2006, soprattutto le tasse sulla proprietà e sugli affari, che non sono cambiate.
Inoltre, il comune ha dovuto sostenere il peso del debito di Orta tra il 1989 e il 2009. Il debito si doveva a un progetto di centro congressi internazionale finanziato dal comune durante il mandato di Raymond Chesa. La costruzione del sito fu affidata all'immobiliarista Orta, che non garantì più in un secondo momento il finanziamento e il comune fu condannato a restituire il denaro preso in prestito. Proprio tale rosso, giustificò l'impennata delle tasse locali. Per questo motivo, Carcassonne vede attualmente un ritardo rispetto a Narbona perché ha vissuto un periodo di immobilità durante il quale non sono stati fatti investimenti nel comune. Dopo il 2010, sono stati finalmente avviati vari progetti di sviluppo e di infrastrutture, puntando molto sul turismo.

### Sicurezza

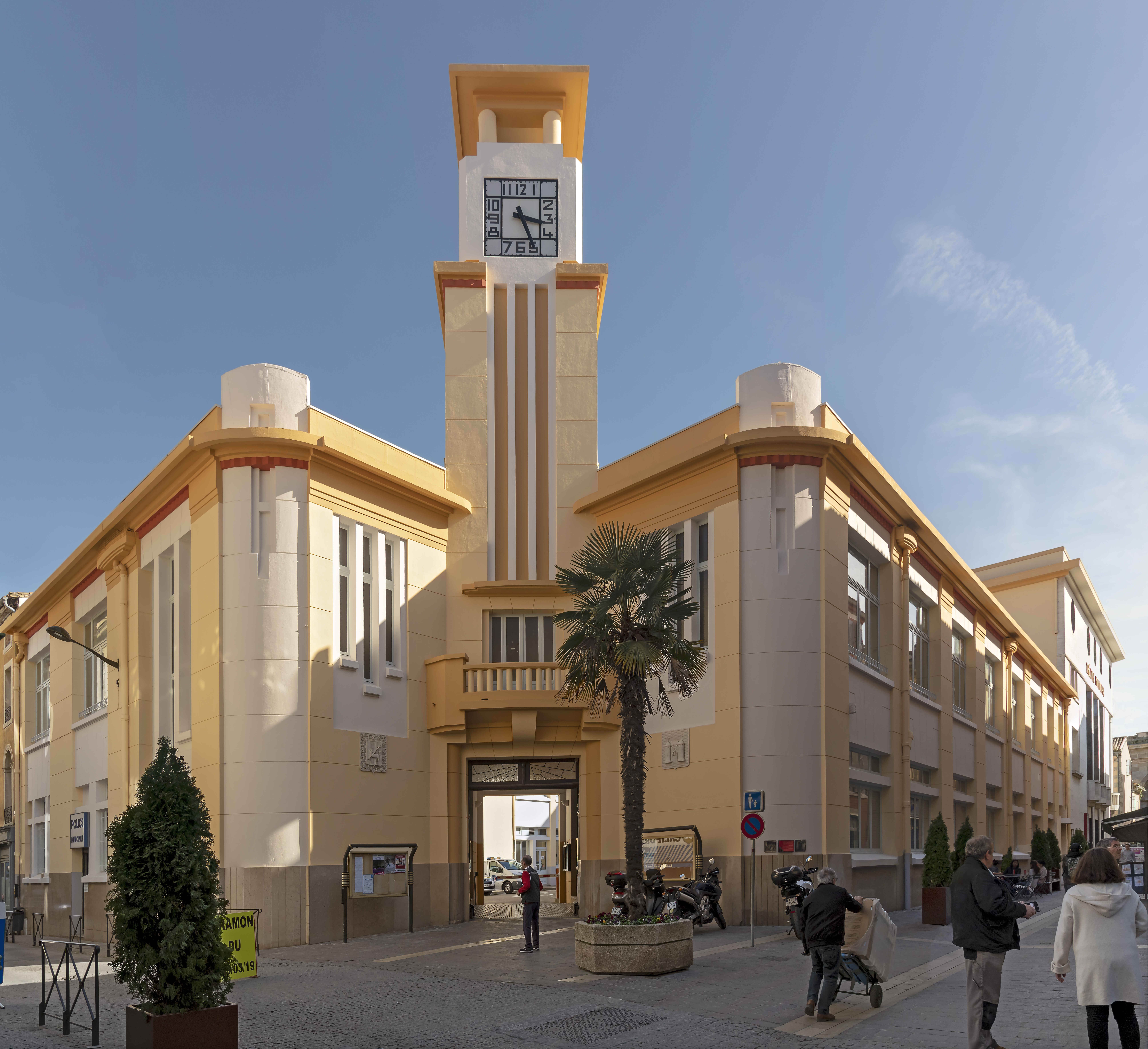
Edificio in stile Art Déco del vecchio municipio, che ospita le sale della giunta comunale, dei matrimoni civili e della polizia municipale

Il tasso di criminalità nel distretto di polizia di Carcassonne è di 118,41 per 1.000 abitanti (tra delitti e contravvenzioni, cifre del 2009) ovvero il più alto nell'Aude, ben superiore alla media nazionale (83/1000). Il numero rende inoltre l'insediamento il terzo meno sicuro dell'intera Francia. La cifra è in linea con la regione Languedoc-Roussillon (109,31/1000). Il tasso di risoluzione dei casi da parte delle forze dell'ordine è del 24,51%, il più basso del dipartimento e della regione ma vicino alla media regionale (26,79%) e nazionale (28,76%).

### Politica ambientale
La città sta realizzando diversi progetti di gestione ambientale. La raccolta differenziata istituita nel 2005 ha consentito il trattamento di 750 tonnellate di rifiuti domestici. Tale apparato richiese la realizzazione del centro di raccolta rifiuti di La Fajolle, campagne di sensibilizzazione tra cittadini e scuole e l'estensione dell'area di compostaggio al centro ambientale di Salvaza. La città ha investito circa 6.000.000 di euro tra l'impianto di compostaggio e i lavori di realizzazione e poi di riparazione dell'impianto di trattamento delle acque reflue di Saint-Jean.
Dal 2017, la città, nell'ambito della sua partecipazione al programma "zero phyto", utilizza l'eco-pascolo per ripulire le rive dell'Aude e la periferia della città.

### Gemellaggi
- Eggenfelden, dal 1973[185]
- Baeza, dal 2012[186]
- Tallinn, dal 2013[187]
- Palma Campania, dal 2025

## Sport

### Rugby a 13
Il club di rugby a 13 AS Carcassonne (ASC) è il più rappresentativo della città di Carcassonne. In passato, la squadra, creata nel 1899, giocava nel rugby a 15 e partecipò ad una finale nel 1925, venendo però sconfitto dall'U.S. Perpignanaise per 5 a 0. Il club milita nella prima divisione nazionale di rugby a 13 dal 1938 e visse il suo massimo splendore tra il 1945-1954, quando era in mano alla famiglia Taillefer. I giocatori Édouard Ponsinet, Puig-Aubert, Claude Teisseire e Gilbert Benausse e l'allenatore Félix Bergèse sono stati protagonisti di spicco nel team di Carcassonne. L'ASC XIII vanta il maggior numero di titoli nel campionato nazionale (11) e più coppe nazionali di ogni altra squadra nel Paese (15). Le partite vengono disputate allo stadio Albert-Domec.

### Rugby a 15
L'U.S. Carcassonaise (USC) è il principale club cittadino di rugby a 15. La squadra vanta una sua scuola, la Bassin Carcassonnais Rugby, che ospita i ragazzi di giovani età che si appassionano allo sport e hanno intenzione di intraprendere una propria carriera professionistica. Il palmares è abbastanza scarno, essendo la squadra retrocessa in divisione nel 1951. La rinascita è avvenuta nel 2008 con l'arrivo di Christian Labit, il quale ha consentito di raggiungere nuovamente la serie maggiore vincendo il titolo di campione di Francia di Federal 2. Nel 2010, l'ascesa in PRO D2 gli ha permesso di comparire nella lista dei 30 migliori club francesi.

### Ciclismo
Carcassonne è stata varie volte città di arrivo delle seguenti tappe del Tour de France:
| Anno | Tappa | Partenza                   | km    | Vincitore di tappa  | Maglia gialla     |
| ---- | ----- | -------------------------- | ----- | ------------------- | ----------------- |
| 1947 | 13ª   | Montpellier                | 172   | Lucien Teisseire    | René Vietto       |
| 1951 | 15ª   | Bagnères-de-Luchon         | 213   | André Rosseel       | Hugo Koblet       |
| 1962 | 14ª   | Bagnères-de-Luchon         | 215   | Jean Stablinski     | Joseph Planckaert |
| 1981 | 4ª    | Narbonne (cron. a squadre) | 77,2  | TI-Raleigh          | Gerrie Knetemann  |
| 2006 | 12ª   | Bagnères-de-Luchon         | 211,5 | Jaroslav Popovyč    | Cyril Dessel      |
| 2018 | 15ª   | Millau                     | 181,5 | Magnus Cort Nielsen | Geraint Thomas    |
| 2021 | 13ª   | Nîmes                      | 219,9 | Mark Cavendish      | Tadej Pogačar     |
| 2022 | 15ª   | Rodez                      | 202,5 | Jasper Philipsen    | Jonas Vingegaard  |
| 2025 | 15ª   | Muret                      | 169,3 | Tim Wellens         | Tadej Pogačar     |

È stata inoltre sede di partenza delle seguenti tappe del Tour de France:
| Anno | Tappa | Arrivo             | km    | Vincitore di tappa | Maglia gialla     |
| ---- | ----- | ------------------ | ----- | ------------------ | ----------------- |
| 1947 | 14ª   | Bagnères-de-Luchon | 253   | Albert Bourlon     | René Vietto       |
| 1951 | 16ª   | Montpellier        | 192   | Hugo Koblet        | Hugo Koblet       |
| 1962 | 15ª   | Montpellier        | 196,5 | Willy Vannitsen    | Joseph Planckaert |
| 1986 | 14ª   | Nîmes              | 225   | Frank Hoste        | Bernard Hinault   |
| 2004 | 14ª   | Nîmes              | 200   | Aitor González     | Thomas Voeckler   |
| 2014 | 16ª   | Bagnères-de-Luchon | 237,5 | Michael Rogers     | Vincenzo Nibali   |
| 2016 | 11ª   | Montpellier        | 162,5 | Peter Sagan        | Chris Froome      |
| 2018 | 16ª   | Bagnères-de-Luchon | 218   | Julian Alaphilippe | Geraint Thomas    |
| 2021 | 14ª   | Quillan            | 183,7 | Bauke Mollema      | Tadej Pogačar     |
| 2022 | 16ª   | Foix               | 178,5 | Hugo Houle         | Jonas Vingegaard  |

### Altri sport e infrastrutture
La città ha anche squadre impegnate in altri sport come il calcio (F.A. Carcassonne, nata nel 1947), il basket (Sport Olympique Carcassonnais Basket) e la pallamano (Club Carcassonnais). Ultimamente, si sta sviluppando a livello dilettantistico il football americano.
In termini di impianti sportivi, Carcassonne offre dieci stadi, tra cui il già citato Albert-Domec che ha una capienza di 10.000 spettatori. Dispone inoltre di aree giochi, un centro sportivo di 6.500 m² dove si possono praticare sport di racchetta, arti marziali, ginnastica e un centro fitness con possibilità di praticare il tiro con l'arco, la boxe e il taekwondo. La città ha anche sei palestre e una sala polivalente, oltre a tre piscine, di cui due al coperto, e 30 campi da tennis (interni ed esterni). Non mancano inoltre un campo da golf con 18 buche e un ippodromo.
Nell'ottobre del 2015 si svolse la prima edizione del Grand Raid des Cathares, una corsa pedonale semi-autonoma su lunga distanza impostata su tre diversi format di gara: 39, 96 e 170 km, partendo dalla città di Carcassonne a sud del dipartimento dell'Aude, passando per il sentiero cataro.

## Cultura di massa

### Cinema e serie TV
La pittoresca e suggestiva località francese ha attirato l'interesse di diversi registi, attratti in particolare modo dalla città alta. L'ambientazione cinematografica medievale quasi perfetta ha fatto da sfondo, tra le varie pellicole, in Le Retour du croisé di Louis Feuillade nel 1908, The Wonderful Life of Joan of Arc di Marco de Gastyne nel 1929, The Miracle of the Wolves di Raymond Bernard nel 1924, La Bride des Ténèbres di Serge de Poligny nel 1944, La congiura dei potenti di André Hunebelle nel 1961, Colpo grosso ma non troppo di Gérard Oury nel 1965, Il leone d'inverno di Anthony Harvey nel 1968, La sposa promessa di Franc Roddam nel 1985, Robin Hood - Principe dei ladri di Kevin Reynolds nel 1991, I visitatori di Jean-Marie Poiré nel 1992, Il destino di Youssef Chahine nel 1997 e Labyrinthe nel 2011 tratto dal romanzo di Kate Mosse.
Si noti che I visitatori 2 - Ritorno al passato, non è stato girato a Carcassonne ma al castello di Beynac, e le sequenze mostrano "miscele", realizzate al computer, di pezzi del castello di Beynac con parti del castello di Carcassonne.
Secondo la leggenda, le decorazioni della città, avrebbero ispirato Walt Disney per il suo "Castello della Bella Addormentata".
Non mancano all'appello di chi ha scelto Carcassonne come location anche alcune serie TV e serie web, in particolare I Catari dell'italo-francese Stellio Lorenzi (1965), Quentin Durward di Gilles Grangier (1971), La tisane des sarments di Jean-Claude Morin (1980), Jeanne d'Arc, le pouvoir de l'innocence di Pierre Badel (1988), Je, François Villon, voleur, assassin, poète... di Serge Meynard (2006), Labyrinth di Christopher Smith (2011), Noob di Fabien Fournier (2012-2013) e Meurtres à Carcassonne di Julien Despaux (2014).

### Giochi e videogiochi
Nel 2000 la casa editrice tedesca di giochi Hans im Gluck pubblicò Carcassonne, un gioco da tavolo in stile tedesco di Klaus-Jürgen Wrede. Il gioco riscosse un enorme successo commerciale, tanto da aver spinto la pubblicazione nel corso degli anni di numerose espansioni e varianti e vinse vari premi, tra cui il prestigioso Spiel des Jahres nel 2001.
Nel 2007 la Vivendi Games, tramite la Sierra Entertainment a lei affiliata, rilasciò il videogioco per Xbox 360 intitolato Carcassonne, il quale non costituisce altro che la versione per console del gioco da tavolo tedesco omonimo.

### Esplicative
1. ↑  Una sua statua è presente nella città.
2. ↑  Per acque continentali si intendono tutte le acque superficiali, generalmente quelle dolci dovute all'acqua piovana, che si trovano nell'entroterra.

### Bibliografiche
1. ↑  (EN) Carcassonne, su citypopulation.de. URL consultato il 7 settembre 2021.
2. 1 2  
 Bruno Migliorini et al., Scheda sul lemma "Carcassonne", in Dizionario d'ortografia e di pronunzia, Rai Eri, 2010, ISBN 978-88-397-1478-7.
3. 1 2   E. Migliorini, G. Bourgin, Carcassona, in Enciclopedia Italiana, Roma, Istituto dell'Enciclopedia Italiana. URL consultato il 4 gennaio 2018.
4. 1 2 3  (EN) Historic Fortified City of Carcassonne, su unesco.org. URL consultato il 7 settembre 2021.
5. ↑  (EN) James E. Wilson, Terroir: The Role of Geology, Climate and Culture in the Making of French Wines, University of California Press, 1998,  p. 323, ISBN 978-05-20-21936-6.
6. ↑  (FR) Réglementation parasismique France, su aude.gouv.fr, 17 maggio 2011. URL consultato il 7 settembre 2021 (archiviato dall'url originale il 7 settembre 2021).
7. 1 2 3   Nicola Williams e Miles Roddis, Languedoc-Roussillon, EDT srl, 2009,  p. 183, ISBN 978-88-60-40489-3.
8. 1 2 3   Nicola Williams et al., Francia Meridionale, EDT srl,  p. 667, ISBN 978-88-59-23969-7.
9. ↑  (FR) L'Aude et l'Ile du Roy / Carcassona, su mescladis.free.fr. URL consultato l'8 settembre 2021.
10. 1 2 3  (FR) Carcassone et Canal du Midi, su canalmidi.com, 10 settembre 2013. URL consultato il 9 settembre 2021.
11. ↑  (FR) Académie royale des sciences, belles-lettres et arts de Bordeaux: séance publique, C. Larvalle, 1863,  pp. 467-468.
12. 1 2   Clima di Carcassonne, su it.climate-data.org. URL consultato il 7 settembre 2021.
13. ↑  (FR) Carcassonne: un week-end très chaud attendu, et un record probablement battu, su L'Indépendant, 11 giugno 2021. URL consultato il 7 settembre 2021.
14. ↑   Carcassonne-Salvaza (febbraio 1956), su infoclimat.fr. URL consultato l'8 settembre 2021.
15. ↑  (FR) M. Garnier, Les hivers de 1900 → A nos jours, su alertes-meteo.com, 1967. URL consultato il 10 settembre 2021.
16. ↑   Carcassonne Salvaza (13 gennaio 1981), su infoclimat.fr. URL consultato il 7 settembre 2021.
17. ↑   Il cers, il vento che giunge dalla "porta di Carcassonne", su news.meteogiornale.it, 17 maggio 2004. URL consultato l'8 settembre 2021.
18. ↑  (FR) Claude Lefrou
et al., Les crues des 12, 13 et 14 novembre 1999 dans les départements de l'Aude, de l'Hérault, des Pyrénées-Orientales et du Tarn (PDF), Parigi, 16 ottobre 2000,  p. 19. URL consultato il 10 settembre 2021.
19. ↑  (FR) Orages diluviens des 24 et 25 octobre 1891 dans l'Aude, su keraunos.org. URL consultato l'8 settembre 2021.
20. ↑  (FR) Orage destructeur à Carcassonne (11) le 19 août 1912, su keraunos.org. URL consultato l'8 settembre 2021.
21. ↑  (FR) File 11069001 (PDF), su MétéoFrance, 6 giugno 2021. URL consultato l'8 settembre 2021.
22. 1 2  (FR) Jean-Pierre Cros-Mayrevieille, Petite Histoire de Carcassonne, vol. 1, Editions des Régionalismes, 2020,  p. 9, ISBN 978-28-24-05528-2.
23. ↑  (FR) Claude Marquié, Petite Histoire de Carcassonne, Éditions Cairn, 2020,  p. 9, ISBN 978-23-50-68917-3.
24. ↑   I Cinque Figli di Carcassonne, su mescladis.free.fr. URL consultato l'8 settembre 2021.
25. ↑  (FR) Jean-Pierre Cros-Mayrevieille, Petite Histoire de Carcassonne, vol. 1, Editions des Régionalismes, 2020,  p. 24, ISBN 978-28-24-05528-2.
26. ↑   Plinio il Vecchio, Naturalis historia, libro III, capitoli 5, 6.
27. ↑  (EN) Southern France and the Roman conquest, su archeologie.culture.fr. URL consultato l'8 settembre 2021.
28. 1 2 3  (FR) Michel Passelac, Archéologie de la France antique, vol. 73, Gallia, 2016,  p. 1, DOI:10.4000/gallia.614,  https://journals.openedition.org/gallia/614. URL consultato l'8 settembre 2021.
29. ↑  (EN) Marcus Cowper, Cathar Castles: Fortresses of the Albigensian Crusade 1209–1300, Bloomsbury Publishing, 2012,  p. 20, ISBN 978-18-49-08054-5.
30. ↑   Touring Club Italiano, Europa. Città da scoprire, Touring Editore, 2004,  p. 63, ISBN 978-88-36-53072-4.
31. ↑   Cristina La Rocca e Sauro Gelichi, Tesori: Forme di accumulazione della ricchezza nell'alto medioevo (secoli V-XI), Viella Libreria Editrice, 2011,  p. 50, ISBN 978-88-83-34616-3.
32. ↑  (FR) Claude de Vic e Joseph Vaissete, Histoire générale de Languedoc, vol. 1, Bibliothèque des introuvables, 2003,  p. 1163, ISBN 978-28-45-75161-3.
33. ↑   José A. de Luna, Recaredo, su treccani.it. URL consultato l'8 settembre 2021.
34. 1 2   Claudio Lo Jacono, Storia del mondo islamico: Il vicino oriente da Muḥammad alla fine del sultanato mamelucco, Einaudi, 2003,  p. 116, ISBN 978-88-06-16786-8.
35. ↑  (FR) Carcassonne, su cathares.org. URL consultato l'8 settembre 2021.
36. ↑   Ivan Gobry, L'Europa di Cluny: riforme monastiche e società d'Occidente, Città Nuova, 1999,  p. 56 (nota 10), ISBN 978-88-31-19241-5.
37. ↑   Carcassonne, su araldicacivica.it. URL consultato l'8 settembre 2021.
38. 1 2 3   Nicola Williams e Miles Roddis, Languedoc-Roussillon, EDT srl, 2009,  p. 189, ISBN 978-88-60-40489-3.
39. 1 2   Mariano Bizzarri e Francesco Scurria, Sulle tracce del Graal, Edizioni Mediterranee, 1996,  p. 84, ISBN 978-88-27-21140-3.
40. ↑   Autori Vari, Storia Illustrata delle Crociate, 2016,  p. 210.
41. ↑   Pilar Jiménez Sánchez, I catari, la nascita di un'eresia, su National Geographic, 7 maggio 2020. URL consultato il 10 settembre 2021.
42. ↑   Nicola Williams e Miles Roddis, Languedoc-Roussillon, EDT srl, 2009,  p. 19, ISBN 978-88-60-40489-3.
43. ↑  (EN) Simon Gaunt, The Troubadours: An Introduction, Cambridge University Press, 1999,  p. 104, ISBN 978-05-21-57473-0.
44. ↑  (EN) Jérôme Sabatier, Carcassonne A World Heritage Site, Jérôme Sabatier, 2019,  p. 10, ISBN 979-10-96-11164-0.
45. ↑   Fernando Valls I Taberner, San Raimondo di Penyafort: padre del diritto canonico, Edizioni Studio Domenicano, 2001,  p. 153, ISBN 978-88-70-94405-1.
46. ↑  (EN) Henry Charles Lea, A History of The Inquisition of The Middle Ages, Lulu.com, 2016,  p. 14, ISBN 978-13-65-35560-8.
47. ↑  (EN) Damian J. Smith, Crusade, Heresy and Inquisition in the Lands of the Crown of Aragon: (c. 1167 - 1276), BRILL, 2010,  p. 60, ISBN 978-90-04-18289-9.
48. ↑  (FR) Jean Guilaine, Histoire de Carcassonne, Privat, 1990,  p. 89, ISBN 978-27-08-98284-0.
49. ↑   Roberto Rossi, La manifattura cotoniera a Barcellona tra innovazione e persistenza, Lexis, 2017,  p. 19, ISBN 978-88-78-85393-5.
50. 1 2 3  (FR) Claude Marquié, Petite Histoire de Carcassonne, Éditions Cairn, 2020,  p. 53, ISBN 978-23-50-68917-3.
51. ↑  (FR) Ordonnances des roys de France de la troisième race, 1811,  p. 409.
52. ↑  (FR) Édit de Nantes. Édit général, su elec.enc.sorbonne.fr. URL consultato l'8 settembre 2021.
53. ↑  (FR) Janvier 1565: Charles IX à Carcassonne, su La Dépêche du Midi, 1º gennaio 2017. URL consultato l'8 settembre 2021.
54. 1 2 3 4 5  (EN) Jérôme Sabatier, France's World Heritage Sites: Travel Guide Best World Heritage Sites, Jérôme Sabatier, 2019,  p. 150, ISBN 979-10-96-11180-0.
55. 1 2  (EN) Carcassonne, su Encyclopedia Britannica. URL consultato l'8 settembre 2021.
56. ↑  (EN) P. McPhee, Living the French Revolution, 1789-1799, Springer, 2006,  p. 268, ISBN 978-02-30-22881-8.
57. ↑  (FR) Histoire Paysages et viticulture, su grandsite-carcassonne.fr. URL consultato l'8 settembre 2021.
58. ↑  (EN) Michael Greenhalgh, Destruction of Cultural Heritage in 19th-century France: Old Stones versus Modern Identities, BRILL, 2015,  p. 127, ISBN 978-90-04-29371-7.
59. ↑   Carcassonne: storia di un meraviglioso falso, su fashionfortravel.com, 26 febbraio 2014. URL consultato il 10 settembre 2021.
60. 1 2 3   Dario Bragaglia, Carcassonne ricorda l'architetto Viollet-le-Duc, su mondointasca.it, 17 settembre 2014. URL consultato l'8 settembre 2021.
61. 1 2 3  (EN) J. Harvey Smith, Agricultural Workers and the French Wine-Growers' Revolt of 1907, in Past & Present, n. 79, Oxford University Press, maggio 1978,  pp. 101-125.
62. ↑  (FR) Rémy Pech, La révolte des vignerons du Languedoc et du Roussillon, su francearchives.fr. URL consultato l'8 settembre 2021.
63. ↑  (FR) Seconde Guerre mondiale: il y a 77 ans, Carcassonne était libérée de l'occupation nazie, su L'Independant, 19 agosto 2021. URL consultato l'8 settembre 2021.
64. ↑  (FR) Résumé historiographique à propos de la première guerre mondiale, su Accademia di Grenoble. URL consultato l'8 settembre 2021.
65. ↑   Carcassonne, cosa fare e vedere, su viaggiamo.it. URL consultato l'8 settembre 2021.
66. ↑  (EN) What to see in Carcassonne, su blog.ruedesvignerons.com. URL consultato l'8 settembre 2021.
67. ↑  (FR) Confèrence de Carcassonne, su Eliseo, 6 novembre 2003. URL consultato il 9 settembre 2021.
68. ↑  (FR) Conférence de presse conjointe de MM (Carcassonne, 6 novembre 2003), su vie-publique.fr. URL consultato il 9 settembre 2021.
69. 1 2   Pugno di ferro per l'esercitazione finita in tragedia, su Il Giornale, 1º luglio 2008. URL consultato il 9 settembre 2021.
70. 1 2 3 4 5   Antonella De Gregorio e Stefano Montefiori, Attentato Francia, terrorista dell'Isis ucciso dalle teste di cuoio. Aveva preso ostaggi e ucciso 4 persone, su Corriere della Sera, 23 marzo 2018. URL consultato il 9 settembre 2021.
71. 1 2 3   L'attentato a Trèbes, in Francia, su il Post, 23 marzo 2018. URL consultato il 9 settembre 2021.
72. ↑   Marta Serafini, Carcassonne, la compagna di Lakdim incriminata per terrorismo, su Corriere della Sera, 28 marzo 2018. URL consultato il 9 settembre 2021.
73. 1 2  (FR) Les blasons de Carcassonne, su carcassonne.org, 20 novembre 2015. URL consultato il 10 settembre 2021.
74. ↑   James Bentley, Fort Towns of France: The Bastides of the Dordogne & Aquitaine, Tauris Parke Books, 1993,  p. 36, ISBN 978-18-50-43608-9.
75. ↑   Cattedrale di San Michele, Carcassonne, su turismo-occitanie.it. URL consultato il 9 settembre 2021.
76. ↑  (FR) 10 ans de travaux sur la cathédrale Saint-Michel de Carcassonne, su batijournal.com, 7 marzo 2018. URL consultato il 10 settembre 1021 (archiviato dall'url originale il 10 settembre 2021).
77. 1 2   Église Saint Vincent, su turismo-occitanie.it. URL consultato il 9 settembre 2021.
78. ↑  (FR) Eglise Saint Gimer, su tourisme-carcassonne.fr. URL consultato il 9 settembre 2021 (archiviato dall'url originale il 9 settembre 2021).
79. 1 2 3  (FR) Église Saint-Gimer, su carcassonne.org. URL consultato il 9 settembre 2021.
80. ↑  (FR) Eglise paroissiale Saint-Gimer, su pop.culture.gouv.fr. URL consultato il 10 settembre 2021.
81. ↑  (FR) Ancienne église Saint-Martin-de-Poursan, su pop.culture.gouv.fr. URL consultato il 10 settembre 2021.
82. ↑   Chapelle Notre-Dame de la Santé, su carcassonne.org, 2 dicembre 2020. URL consultato il 9 settembre 2021.
83. ↑   L'église des Carmes de Carcassonne, su sauvons-leglise-des-carmes.com. URL consultato il 9 settembre 2021.
84. ↑  (FR) Temple protestant, su carcassonne.org, 2 settembre 2020. URL consultato il 9 settembre 2021.
85. ↑  (FR) L'unique paroisse orthodoxe de L'Aude, su panoramaoccitaniechretienne.over-blog.com, 4 maggio 2020. URL consultato il 9 settembre 2021.
86. ↑  (FR) Les 5 mosquées à Carcassonne, su lamosqueeducoin.com. URL consultato il 9 settembre 2021.
87. 1 2 3 4  (EN) David A. Hanser, Architecture of France, Greenwood Publishing Group, 2006,  p. 40, ISBN 978-03-13-31902-0.
88. ↑  (FR) Boris Boutet, À la découverte de la chapelle carolingienne Saint-Nazaire d'Aubais, su objectifgard.com, 9 aprile 2021. URL consultato il 9 settembre 2021.
89. ↑  (FR) Pierre de Rochefort, évêque bâtisseur au XIVe siècle, su La Dépêche du Midi, 29 dicembre 2013. URL consultato il 10 settembre 2021.
90. ↑  (EN) Maria Rita Campa, E.E. Viollet-le-Duc: innovazione e tradizione in architettura, Gangemi Editore spa, 2015,  p. 439, ISBN 978-88-49-28142-2.
91. ↑  (FR) Musique et musiciens d'Église dans le département de l'Aude autour de 1790, su philidor.cmbv.fr. URL consultato il 9 settembre 2021.
92. 1 2   Marisa Uberti, Basilica di St. Nazaire, su duepassinelmistero.com, Site officiel de la ville de Carcassonne. URL consultato il 9 settembre 2021.
93. ↑  (EN) Canal du Midi, su unesco.org. URL consultato il 10 settembre 2021.
94. ↑  (FR) Quand le Canal évitait Carcassonne, su La Dépêche du Midi, 10 settembre 2013. URL consultato il 10 settembre 2021.
95. ↑  (EN) Jardin Maria et Pierre-Sire, Carcassonne, su gpsmycity.com. URL consultato il 10 settembre 2021.
96. ↑  (FR) Jardin André Chenier, su carcassonne.org. URL consultato il 10 settembre 2021.
97. ↑  (FR) Théâtre Jean-Deschamps, su carcassonne.org. URL consultato il 10 settembre 2021.
98. 1 2  (EN) Théâtre Jean-Alary, Carcassonne, su gpsmycity.com. URL consultato il 10 settembre 2021.
99. ↑  (FR) Le pont Vieux, su linternaute.com. URL consultato il 10 settembre 2021.
100. ↑  (FR) Des erreurs et des oublis sur le nouveau Monument aux morts, parvis de la Cathédrale, su musiqueetpatrimoinedecarcassonne.blogspirit.com, 14 giugno 2018. URL consultato il 10 settembre 2021.
101. ↑  (FR) Premier site classé, la Cité attire 4 millions de visiteurs par an, su La Dépêche du Midi, 6 luglio 2010. URL consultato il 9 settembre 2021.
102. ↑  (FR) Cité-Mont-Saint-Michel: un match monumental, su La Dépêche du Midi, 4 gennaio 2010. URL consultato il 10 settembre 2021.
103. ↑   Giuseppe Nifosì, L'arte svelata. Dal naturalismo seicentesco all'Impressionismo, Gius.Laterza & Figli Spa,  p. 399, ISBN 978-88-42-11353-9.
104. 1 2   Castello comitale nella cittadella di Carcassonne (Chateau Comtal) Tours, su viator.com. URL consultato il 9 settembre 2021.
105. ↑  (EN) Marcus Cowper, Cathar Castles: Fortresses of the Albigensian Crusade 1209–1300, Bloomsbury Publishing, 2012,  p. 42, ISBN 978-18-49-08054-5.
106. 1 2  (FR) La Bastide Saint-Louis, su grandsite-carcassonne.fr. URL consultato il 9 settembre 2021.
107. 1 2 3 4  (FR) Jerome Sabatier, Carcassonne, Patrimoine Mondial: Guide de Voyage Carcassonne, Cité Médiévale, J.S., 2019,  pp. 34-35, ISBN 979-10-96-11163-3.
108. ↑  (FR) Festival de Carcassonne, su carcassonne.org. URL consultato il 10 settembre 2021.
109. ↑   15 cose da fare a Carcassonne, su viaggicool.com. URL consultato il 10 settembre 2021.
110. ↑  (FR) Aire urbaine de l'Aude, su insee. URL consultato il 9 settembre 2021.
111. 1 2 3  (FR) Commune de Carcassonne (11069), su insee.fr. URL consultato il 9 settembre 2021.
112. ↑  (EN) Ancien Hôpital Général, Carcassonne, su gpsmycity.com. URL consultato il 9 settembre 2021.
113. 1 2  (FR) Ville de Carcassonne, su carcassonne.org, 21 settembre 2006,  pp. 1-2. URL consultato il 9 settembre 2021.
114. ↑  (FR) Département Statistique et Informatique Décisionnelle - Carcassonne, su iut.univ-perp.fr, 23 luglio 2021. URL consultato il 9 settembre 2021 (archiviato dall'url originale il 25 settembre 2021).
115. ↑   Autori Vari, Critica del testo (1998), vol. 1, Viella Libreria Editrice, 1998,  p. 1113, ISBN 978-88-83-34852-5.
116. ↑  (EN) Ankhi Mukherjee, After Lacan: Literature, Theory and Psychoanalysis in the 21st Century, Cambridge University Press, 2018,  p. 91 (nota 20), ISBN 978-13-16-51218-0.
117. ↑  (FR) La médiathèque jette des livres à la benne, indignation rue de Verdun, su Midi Libre, 17 agosto 2011. URL consultato il 10 settembre 2021.
118. ↑  (FR) Scandales et gâchis à la Bibliothèque municipale de Carcassonne, su musiqueetpatrimoinedecarcassonne.blogspirit.com, 21 giugno 2016. URL consultato il 10 settembre 2021.
119. ↑  (FR) La carcassouneso, su musiqueetpatrimoinedecarcassonne.blogspirit.com, 24 agosto 2016. URL consultato il 10 settembre 2021.
120. ↑  (FR) Les Amis de la Ville et de la Cité de Carcassonne, su carcassonne.org, 4 febbraio 2021. URL consultato il 10 settembre 2021.
121. ↑   À la recherche des trésors cachés de la Cité, su La Dépêche du Midi. URL consultato il 10 settembre 2021.
122. ↑  (FR) Elisa Flory, Ils sauvent un triton du XVIIe siècle, su La Dépêche du Midi, 18 agosto 2015. URL consultato il 10 settembre 2021.
123. ↑  (FR) Laurent Coste, Les Amis de la Ville et de la Cité ont acquis un tableau de Gamelin, su La Dépêche du Midi, 28 gennaio 2020. URL consultato il 10 settembre 2021.
124. ↑  (FR) Nicolas Boussu, Une association passe les flambeaux au musée, su La Dépêche du Midi, 28 ottobre 2020. URL consultato il 10 settembre 2021.
125. ↑  (FR) Sabrina Rezki, Il a retrouvé la longue-vue de Napoléon... oubliée dans le musée, su La Dépêche du Midi, 11 febbraio 2011. URL consultato il 10 settembre 2021.
126. ↑  (FR) Musée des Beaux-Arts de Carcassonne, su carcassonne.org, 15 giugno 2021. URL consultato il 10 settembre 2021.
127. ↑  (FR) Bruno Huet, TV Carcassonne.com déboule sur la toile, su La Dépêche du Midi, 30 dicembre 2009. URL consultato il 9 settembre 2021.
128. ↑   Sede del ripetitore, su google.fr. URL consultato il 9 settembre 2021.
129. ↑   Sede dell'ufficio di Carcassonne in viale Jean Jaurès, su google.com. URL consultato il 9 settembre 2021.
130. ↑  (EN) Fabien Arnaud, A la soirée de rentrée du "Mag évasion", su L'Independant, 23 settembre 2012. URL consultato il 9 settembre 2021.
131. ↑  (FR) Radio Contact - Contact FM, su schoop.fr. URL consultato il 9 settembre 2021.
132. ↑  (FR) Radio 11 - NRJ Carcassonne, su schoop.fr. URL consultato il 9 settembre 2021.
133. ↑  (FR) Narbonne 103 - Radio Plein Sud, su schoop.fr. URL consultato il 9 settembre 2021.
134. ↑  (FR) 100%, su schoop.fr. URL consultato il 9 settembre 2021.
135. ↑  (FR) RTL 2 Languedoc FM, su schoop.fr. URL consultato il 9 settembre 2021.
136. ↑  (FR) Radio Carcassonne, su schoop.fr. URL consultato il 9 settembre 2021.
137. ↑  (FR) Marseillette Radio FM, su marseillettefm.com. URL consultato il 9 settembre 2021.
138. ↑  (FR) RCF Pays d'Aude, su tunein.com. URL consultato il 9 settembre 2021.
139. ↑  (FR) Sandrine Morin, France Bleu Occitanie, votre radio régionale, arrive dans l’Aude, su francebleu.fr, 1º dicembre 2020. URL consultato il 9 settembre 2021.
140. ↑  (FR) Que se passe-t-il durant le festival de la cité de Carcassonne?, su Futura, 2019. URL consultato il 9 settembre 2021.
141. ↑  (FR) Erwan Perron, A Carcassonne, la "transe agnostique" du DJ Andrew Weatherall, su Télérama, 2016. URL consultato il 9 settembre 2021.
142. ↑  (FR) Antoine Carrié, Carcassonne : le Festival Convenanza n'a pas fini de grandir à la Cité, su L'Indépendant, 2019. URL consultato il 9 settembre 2021.
143. ↑  (FR) Petits carcassonnais, su legourmeur.fr. URL consultato il 10 settembre 2021.
144. 1 2  (FR) Quelles sont les spécialités culinaires à Carcassonne?, su blogvoyage.org, 17 dicembre 2017. URL consultato il 10 settembre 2021.
145. ↑  (FR) Zonage rural, su observatoire-des-territoires.gouv.fr. URL consultato l'8 settembre 2021.
146. ↑  (FR) Commune urbaine-définition, su Insee. URL consultato l'8 settembre 2021.
147. ↑  (FR) Comprendre la grille de densité, su observatoire-des-territoires.gouv.fr. URL consultato l'8 settembre 2021 (archiviato dall'url originale il 17 aprile 2021).
148. ↑  (FR) Unité urbaine 2020 de Carcassonne, su insee.fr. URL consultato l'8 settembre 2021.
149. ↑   Base des unités urbaines 2020, su Insee, 21 ottobre 2020. URL consultato il 24 marzo 2021.
150. ↑  (FR) Vianney Costemalle, Toujours plus d'habitants dans les unités urbaines, su Insee, 21 ottobre 2020. URL consultato l'8 settembre 2021.
151. ↑  (FR) CORINE Land Cover (CLC) - Répartition des superficies en 15 postes d'occupation des sols (métropole), su statistiques.developpement-durable.gouv.fr. URL consultato l'8 settembre 2021.
152. ↑  (FR) Commune de Carcassonne (11069), su Insee. URL consultato il 10 settembre 2021.
153. ↑  (FR) Etude sur les impacts des produits de défiscalisation neufs sur le logement en Languedoc-Roussillon (PDF), 2012,  pp. 1-36. URL consultato l'8 settembre 2021.
154. ↑  (FR) Antoine Carrié, La tromperie sur une vente en loi De Robien à nouveau jugée, su La Dépêche du Midi, 2 novembre 2018. URL consultato l'8 settembre 2021.
155. ↑  (FR) Comune di Carcassonne, Permis de louer, su fr.calameo.com, 2 aprile 2021. URL consultato l'8 settembre 2021.
156. ↑  (FR) Laurent Rouquette, Carcassonne: le permis de louer, un outil pour lutter contre l'habitat indigne, su L'Indipendant, 27 marzo 2021. URL consultato l'8 settembre 2021.
157. ↑  (FR) Décret n° 2014-204 du 21 février 2014 portant délimitation des cantons dans le département de l'Aude, su legifrance.gouv.fr, 21 febbraio 2014. URL consultato il 9 settembre 2021.
158. 1 2 3  (FR) Prefettura dell'Aude, su aude.gouv.fr. URL consultato il 9 settembre 2021.
159. ↑  (FR) Pôle emploi à Carcassonne, su demarchesadministratives.fr. URL consultato il 9 settembre 2021.
160. ↑   Corti d'appello dispiegate sul territorio francese, su Ministère de la Justice. URL consultato il 9 settembre 2021.
161. 1 2  (FR) Entreprises, commerces et services à Carcassonne (11000), su linternaute.com. URL consultato il 9 settembre 2021.
162. ↑  (FR) Pourquoi investir sur l'Agglo?, su entreprendre.carcassonne-agglo.fr. URL consultato il 9 settembre 2021.
163. ↑  (FR) Entreprise agroalimentaire à Carcassonne, su pagespro.com. URL consultato il 9 settembre 2021.
164. ↑  (FR) Séjour villages de caractère et artisanat d’art, su grand-carcassonne-tourisme.fr. URL consultato il 9 settembre 2021.
165. ↑  (EN) IGP Cite de Carcassonne Wine, su wine-searcher.com. URL consultato il 9 settembre 2021.
166. ↑  (FR) Daniel François, 25 km autour de Carcassonne: une ville à la campagne (PDF), in Repères Synthese, n. 2, INSEE, aprile 2006,  p. 10. URL consultato il 9 settembre 2021 (archiviato dall'url originale il 9 settembre 2021).
167. ↑  (FR) Services, su carcassonne.org. URL consultato il 9 settembre 2021.
168. ↑   Destinazioni raggiungibili dall'aeroporto di Carcassonne, su Aeroporto di Carcassonne Salvaza. URL consultato l'8 settembre 2021.
169. ↑  (FR) Visitatori dell'aeroporto di Carcassonne, su aeroport.fr. URL consultato l'8 settembre 2021.
170. ↑  (FR) Carcassonne: l'aéroport continue de s'enrober, pour grossir encore et toujours..., su L'Indépendant. URL consultato l'8 settembre 2021.
171. 1 2  (FR) Transports en Commun, su Régie des Transports de Carcassonne Agglo. URL consultato l'8 settembre 2021.
172. ↑  (FR) Carcassonne ouvre enfin sa rocade Nord, su La Dépêche du Midi, 19 dicembre 2008. URL consultato l'8 settembre 2021.
173. ↑  (FR) Le conseil municipal, su carcassonne.org, 22 luglio 2021. URL consultato il 9 settembre 2021.
174. ↑  (FR) Hommage à l'ancien maire Raymond Chésa, su La Dépêche du Midi, 10 gennaio 2015. URL consultato il 9 settembre 2021.
175. ↑  (FR) Gérard Larrat constitue sa garde rapprochée, su La Dépêche du Midi, 3 aprile 2014. URL consultato il 9 settembre 2021.
176. ↑  (FR) Résultats municipales à Carcassonne: Gérard Larrat élu maire avec 47,2% des voix, su france3-regions.francetvinfo.fr, 28 giugno 2020. URL consultato il 9 settembre 2021.
177. 1 2 3 4  (FR) Impôts à Carcassonne (11000), su journaldunet.com. URL consultato il 9 settembre 2021.
178. ↑  (FR) 1 an après son élection, le maire s'explique, su La Dépêche du Midi, 14 marzo 2009. URL consultato il 9 settembre 2021.
179. ↑  (FR) Pierre Falga, Deux villes, deux mondes, su L'Express, 4 gennaio 2007. URL consultato il 9 settembre 2021.
180. 1 2 3  (FR) Carcassonne, troisième ville la moins sûre de France, su La Dépêche du Midi, 7 ottobre 2021. URL consultato il 9 settembre 2021.
181. ↑  (FR) Une station d'épuration vouée à la fermeture en 2012, objet de 370 000 € de travaux en 2020, su La Dépêche du Midi, 3 dicembre 2019. URL consultato il 10 settembre 2021.
182. ↑  (FR) Carcassonne inaugure sa nouvelle usine de compostage, su La Dépêche du Midi, 10 giugno 2005. URL consultato il 10 settembre 2021.
183. ↑  (FR) La ville s'engage: objectif 0 phyto !, su carcassonne.org, 1º agosto 2019. URL consultato il 9 settembre 2021.
184. ↑  (FR) "Zéro phyto 100% bio" à Carcassonne, su dahu.bio. URL consultato il 9 settembre 2021.
185. ↑  (FR) Le jumelage avec Eggenfelden fête son 35e anniversaire, su La Dépêche du Midi, 25 agosto 2009. URL consultato il 9 settembre 2021.
186. ↑  (FR) Carcassonne se trouve une jumelle, su La Dépêche du Midi, 18 febbraio 2012. URL consultato il 9 settembre 2021.
187. ↑  (FR) Jumelage avec Tallinn, su La Dépêche du Midi, 17 febbraio 2013. URL consultato il 9 settembre 2021.
188. 1 2 3  (FR) Association Sportive Carcassonne XIII, su histoire.maillots.free.fr. URL consultato il 9 settembre 2021.
189. ↑   U.S. Carcassonaise, su uscarcassonne.com. URL consultato il 9 settembre 2021.
190. ↑  (FR) Demi-finale de Fédérale 1. Carcassonne: Christian Labit rechausse ses crampons!, su La Dépêche du Mid, 29 maggio 2009. URL consultato il 10 settembre 2021.
191. ↑  (FR) Carcassonne dans le Tour de France depuis 1947, su ledicodutour.com. URL consultato il 9 settembre 2021.
192. ↑  La vittoria fu inizialmente ad appannaggio del ciclista statunitense Floyd Landis, poi squalificato dalla corsa per doping. Vedi:  Landis, l'ultima condanna Addio al Tour del 2006, su gazzetta.it, 30 giugno 2008. URL consultato il 1º agosto 2014.
193. ↑  (EN) Stade Albert Domec, su mapcarta.com. URL consultato il 10 settembre 2021.
194. ↑  (FR) Carcassonne: lancement de campagne très "sportif" pour la liste Larrat, su L'Independant, 15 giugno 2020. URL consultato il 9 settembre 2021.
195. ↑  (FR) Sur les traces des cathares: 21,22,23 octobre 2021 - Carcassonne, su grandraid-cathares.fr. URL consultato il 10 settembre 2021 (archiviato dall'url originale il 10 settembre 2021).
196. ↑  (FR) Beynac: Les Visiteurs II, su jeanmichel.rouand.free.fr. URL consultato il 10 settembre 2021.
197. ↑   Carcassonne: l'émission consacrée aux secrets de la Cité ce dimanche soir sur France 5, su midilibre.fr. URL consultato il 10 settembre 2021.
198. ↑   Carcassonne: il gioco, su balenaludens.it. URL consultato il 10 settembre 2021.
199. ↑  (EN) John Porcaro, Build a Medieval Empire on Xbox LIVE Arcade with the Popular German Board Game Carcassonne, su gamerscoreblog.com, 25 giugno 2007. URL consultato il 10 settembre 2021 (archiviato dall'url originale il 1º luglio 2007).